# Chile
Chile (pronunciado em português europeu: [ˈʃilɨ, ˈʃiɫ]; pronunciado em português brasileiro: [ˈʃili]; pronunciado em castelhano: [ˈtʃile]), oficialmente República do Chile (em castelhano: República de Chileⓘ), é um país da América do Sul que ocupa uma longa e estreita faixa costeira encravada entre a cordilheira dos Andes e o Oceano Pacífico. Faz fronteira ao norte com o Peru, a nordeste com a Bolívia, a leste com a Argentina e a Passagem de Drake, a ponta mais meridional do país. O Pacífico forma toda a fronteira oeste do país, com um litoral que se estende por 6 435 km. Com quase 20 milhões de habitantes, o Chile compreende alguns territórios ultramarinos, como o Arquipélago Juan Fernández, as Ilhas Desventuradas, a ilha Sala y Gómez e a ilha de Páscoa, sendo que as duas últimas estão localizadas na Polinésia. O Chile reclama a soberania de 1 250 000 quilômetros quadrados de território na Antártida. É um dos dois únicos países da América do Sul que não têm uma fronteira comum com o Brasil, junto com o Equador.
O Chile possui um território incomum, com 4 300 quilômetros de comprimento e, em média, 175 km de largura, o que dá ao país um clima muito variado, indo do deserto mais seco do mundo — o Atacama — no norte do país, a um clima mediterrâneo no centro, até um clima alpino propenso à neve ao sul, com geleiras, fiordes e lagos. O deserto do norte chileno contém uma grande riqueza mineral, principalmente de cobre. Uma área relativamente pequena no centro chileno domina o país em termos de população e de recursos agrícolas. Esta área é o centro cultural, político e financeiro a partir do qual o Chile se expandiu no final do século XIX, quando integrou as regiões norte e sul em uma só nação. O sul do país é rico em florestas e pastagens e possui uma cadeia de montanhas, vulcões e lagos. A costa sul é um gigantesco labirinto de penínsulas compostas por fiordes, enseadas, canais e ilhas. A cordilheira dos Andes está localizada por toda a fronteira oriental chilena.
Os primeiros humanos provavelmente chegaram ao Chile por volta de 18 500 anos atrás. Antes da chegada dos europeus no século XVI, o norte do Chile estava sob o domínio inca, enquanto os índios Mapuches (também conhecidos como Araucanos pelos colonizadores espanhóis) habitavam o centro e o sul do território. Embora o Chile tenha declarado sua independência em 1817, a vitória decisiva contra o controle espanhol não foi alcançada até 1818. Na Guerra do Pacífico (1879–83), o país venceu a Bolívia e o Peru e conquistou as regiões do norte. O Chile, que até então parecia estar relativamente livre da instabilidade política e do surgimento de governos autoritários que atingiam o resto do continente sul-americano, suportou 17 anos de uma rígida ditadura militar (1973–1990), uma das mais sangrentas do século XX na América Latina, responsável pela morte de mais de três mil pessoas.
Atualmente, o Chile é um dos países mais estáveis e prósperos da América do Sul detendo, ainda, o melhor Índice de desenvolvimento humano dentro do contexto da América Latina. O país também possui bons níveis de qualidade de vida, estabilidade política, globalização, liberdade econômica e percepção de corrupção, além de índices comparativamente baixos de pobreza. Também é elevado no país o nível de liberdade de imprensa e de desenvolvimento democrático. Em maio de 2010, o Chile se tornou o primeiro país sul-americano a aderir à Organização para a Cooperação e Desenvolvimento Económico (OCDE), além de também ser um dos membros de várias outras organizações internacionais, como as Nações Unidas (ONU), a Organização dos Estados Americanos (OEA), a Comunidade de Estados Latino-Americanos e Caribenhos (CELAC), a União de Nações Sul-Americanas (UNASUL), a Cooperação Econômica da Ásia e do Pacífico (APEC), a Aliança do Pacífico (AP), o Parlamento Latino-americano e a Associação Latino-Americana de Integração (ALADI).

## Etimologia
Há várias hipóteses sobre a origem da palavra Chile. De acordo com uma teoria do século XVII, do cronista espanhol Diego de Rosales, os incas chamavam o Vale do Aconcágua de "Chili", por decomposição do nome de um chefe tribal picunche chamado Tili, que governou a área no momento da conquista inca durante o século XVI. Outra teoria aponta para a semelhança do vale do Aconcágua com o do Vale de Casma no Peru, onde havia uma cidade e um vale chamados Chili.
Há teorias acerca da derivação do termo Chile de uma palavra indígena que significa "confins da terra" ou "gaivotas"; a partir da palavra mapuche chilli, cujo significado pode vir a ser "onde a terra acaba"; ou da palavra quéchua chiri, que significa "frio", ou tchili, que significa tanto "neve" como "o ponto mais profundo da Terra". Uma outra origem atribuída ao termo chilli é a onomatopeia cheele-cheele — a imitação mapuche do gorjeio de um pássaro conhecido localmente como trile. Os conquistadores espanhóis ouviram falar deste nome dos Incas e os poucos sobreviventes da primeira expedição espanhola de Diego de Almagro, ao sul do Peru em 1535–1536, se chamavam os "homens da Chilli". Finalmente, Almagro é creditado pela universalização do nome do "Chile", depois de nomear o vale do Mapocho como tal.

## História

### Era pré-colombiana
Evidências sobre ferramentas compostas por pedras indicam que seres humanos frequentavam esporadicamente a área do vale de Monte Verde há cerca de 18,5 mil anos. Cerca de 10 mil anos atrás, nativos americanos se estabeleceram em vales férteis e áreas costeiras do que é o Chile atual. Os locais de assentamento de habitação humana primitiva incluem Monte Verde, Cueva del Milodon e o tubo de lava de Pali Aike. Os incas prolongaram brevemente seu império ao que é o atual norte do Chile, porém, os mapuches (ou araucanos como eram conhecidos pelos espanhóis) resistiram com sucesso a muitas tentativas do Império Inca de subjugá-los, apesar de sua falta de organização estatal. Eles lutaram contra o inca Tupac Yupanqui e seu exército. O resultado do sangrento confronto de três dias, conhecido como Batalha do Maule, foi delimitar a conquista dos territórios do Chile pelos incas no rio Maule.

### Domínio espanhol

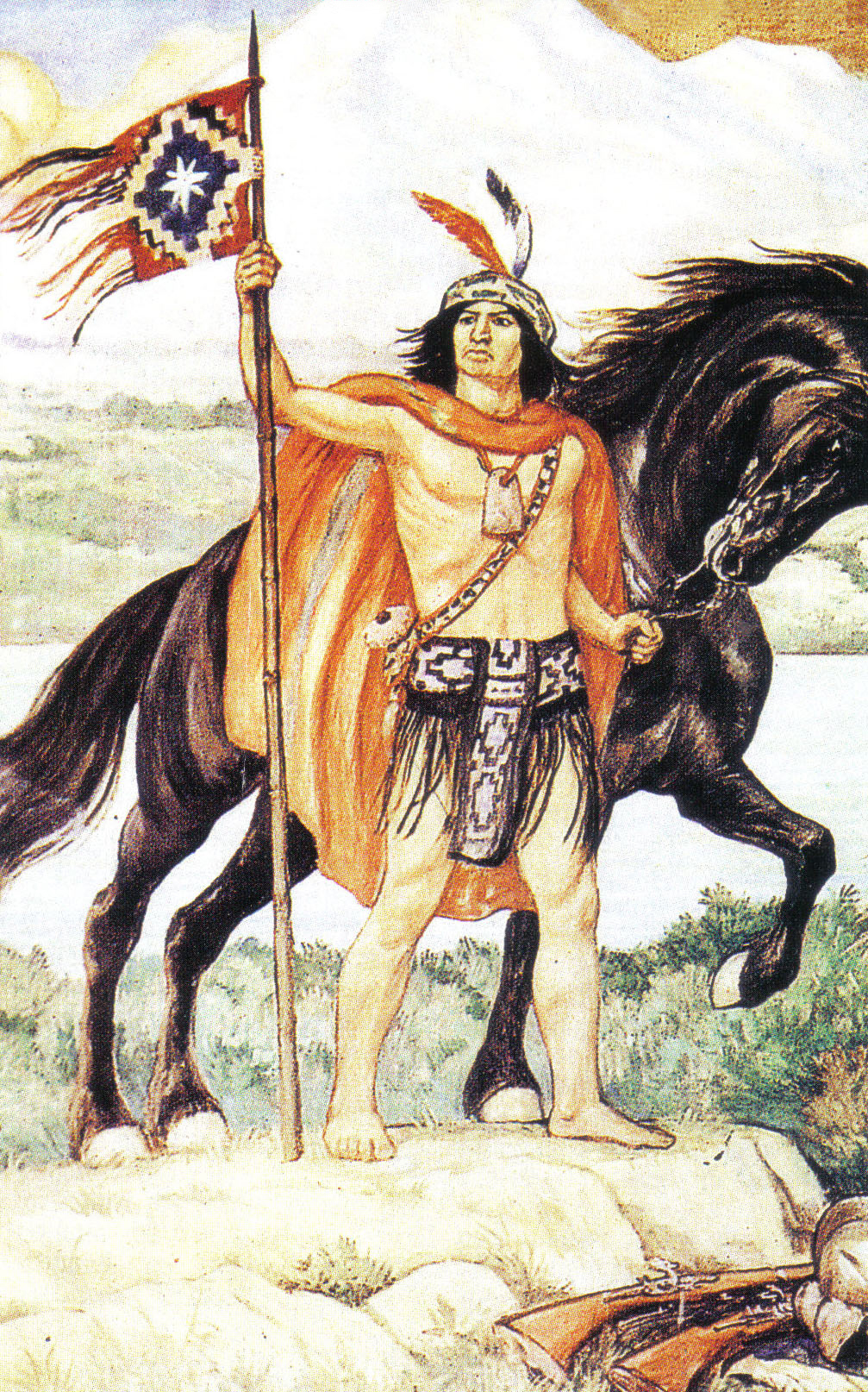
Lautaro, habitualmente considerado como o maior estrategista mapuche, segundo retrato idealizado por Pedro Subercaseaux

Os primeiros europeus a chegarem na terra que é hoje o Chile pertenceram ao grupo liderado por Fernão de Magalhães, no ano de 1520, onde fica atualmente a cidade de Punta Arenas, na Patagônia. O grupo procurava o caminho para o Oceano Pacífico, batizado por ele próprio.
Posteriormente, Diego de Almagro realizou uma expedição até o vale de Coquimbo, onde hoje está a região central do país. Os habitantes originários dos vales centrais do Chile impediram o avanço da expedição até o sul, forçando-os a voltar à região que atualmente corresponde ao Peru. No ano de 1540, Pedro de Valdivia liderou a expedição em direção aos territórios mais ao sul, atravessando os Andes, os vales do Atacama e Copiapó e fundando em 1541 a cidade de Santiago de Nueva Extremadura, atual capital chilena.
Os indígenas da região, que já haviam tido contato com Diego de Almagro, reagiram de forma hostil às investidas de Valdivia, mantendo a cidade de Santiago sitiada por quase três anos. Valdivia respondeu aos ataques indígenas enviando um grupo de espanhóis ao Peru, liderados por Alonso de Monroy, em busca de auxílio. O grupo foi atacado e morto por indígenas, mas Monroy e outro sobrevivente espanhol escaparam e chegaram à Cuzco.
Entre 1543 e 1545 dois navios com suprimentos e armas ancoraram no porto de Valparaíso, visando auxiliar na defesa de Santiago, fazendo com que Valdivia conseguisse estabelecer o domínio sob a região. Em paralelo, iniciou-se uma revolta no Peru, de modo que Valdivia se ofereceu a Pedro de La Gasca, então governador do Peru, para sustar a agitação coletiva. Sendo bem-sucedido na supressão da revolta, Valdivia foi nomeado governador e capitão geral do Chile, mas acabou sendo capturado e morto em uma emboscada feita pelo líder mapuche Lautaro.

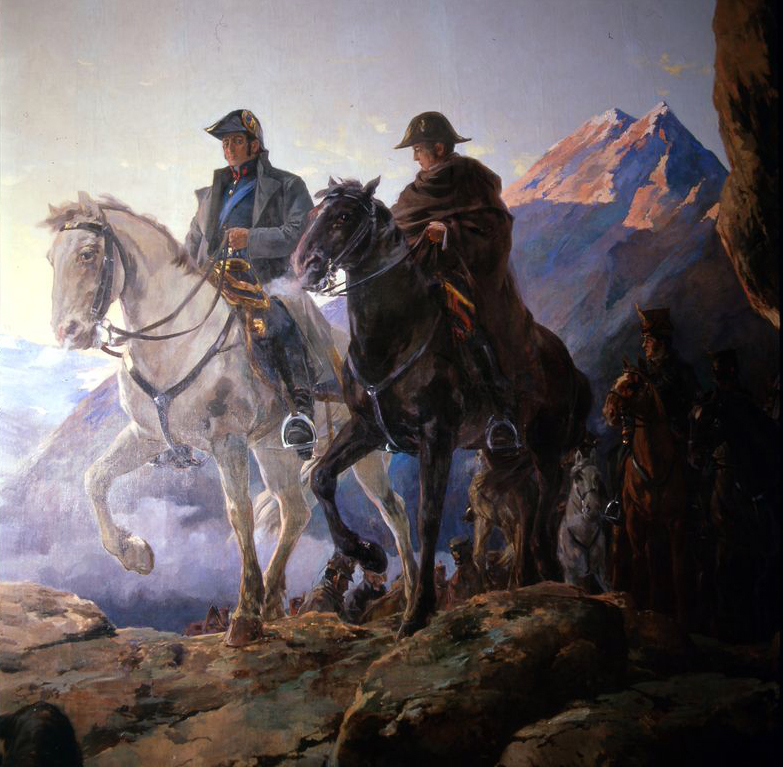
Os generais José de San Martín (esquerda) e Bernardo O'Higgins (direita) cruzam os Andes em 1817

Esta conjuntura deu início à Guerra de Arauco, que opôs as forças militares do Império Espanhol aos mapuches e seus aliados, como os huilliches, picunches, pehuenches e cuncos. Apesar do significativo poderio militar, os espanhóis não conseguiram estabelecer controle sobre todos os territórios conquistados, ante a resistência indígena, que chegou a destruir sete cidades. Em 1641, os mapuches tiveram sua autonomia sob as terras ao sul do rio Biobío reconhecida no Parlamento de Quilín, numa área conhecida como La Frontera, o que perdurou até a Guerra do Pacífico (1879–1883), quando o Chile — já independente — conquistou o território mapuche.
Ao todo, a Guerra de Arauco estendeu-se por mais de três séculos. Isto foi motivado pelas diferenças culturais existentes na região. Enquanto os mapuches, que viviam especialmente entre o rio Biobío e o rio Toltén, tinham relações hostis com os espanhóis, outros povos indígenas estabelecidos ao sul do rio Toltén detinham vínculos amistosos e de cooperação para com os colonizadores. Enquanto isto, a instabilidade era frequente na área fronteiriça do Biobío, de modo que a Espanha mantinha um grupo militar na região em caráter permanente.
A Capitania Geral do Chile, inicialmente chamada de "Nueva Extremadura" e, em seguida, "Reino de Chile" foi uma das posses mais meridionais do Império Espanhol. A capitania foi emancipada do Vice-Reino do Peru, devido à sua localização longe dos grandes centros de poder e rotas comerciais do império, além do conflito com os Mapuches. Sua economia era bem primária, voltada principalmente para a produção de couro, sebo e trigo.

### Independência e século XIX
No âmbito da operação conjunta hispano-americana, o processo de emancipação do Chile começou com o estabelecimento da Primeira Junta de Governo Nacional em 18 de setembro de 1810, após a prisão do rei Fernando VII na Espanha por Napoleão Bonaparte durante a Guerra Peninsular. Assim, começou o período da Patria Vieja, que perdurou até a Batalha de Rancagua quando as tropas do Exército Real do Chile reconquistaram o território, que havia sido acossado na Guerra de Zapa liderada por Manuel Rodriguez Erdoíza. As tropas da independência chilena, refugiadas na cidade de Mendoza, formaram junto com o Rio da Prata (atual Argentina) o Exército dos Andes, que libertou o Chile após a batalha de Chacabuco em 1817, dando lugar à Patria Nueva. A independência do Chile foi declarada por meio de um documento assinado em Concepción, sob o governo do Diretor Supremo Bernardo O'Higgins, o qual foi ratificado após a batalha de Maipú em 5 de abril de 1818, pelo Exército Unido de Libertação do Chile. Em seguida, o Chile enviou uma expedição auxiliar à Argentina e integrou-se à Expedição Libertadora do Peru.

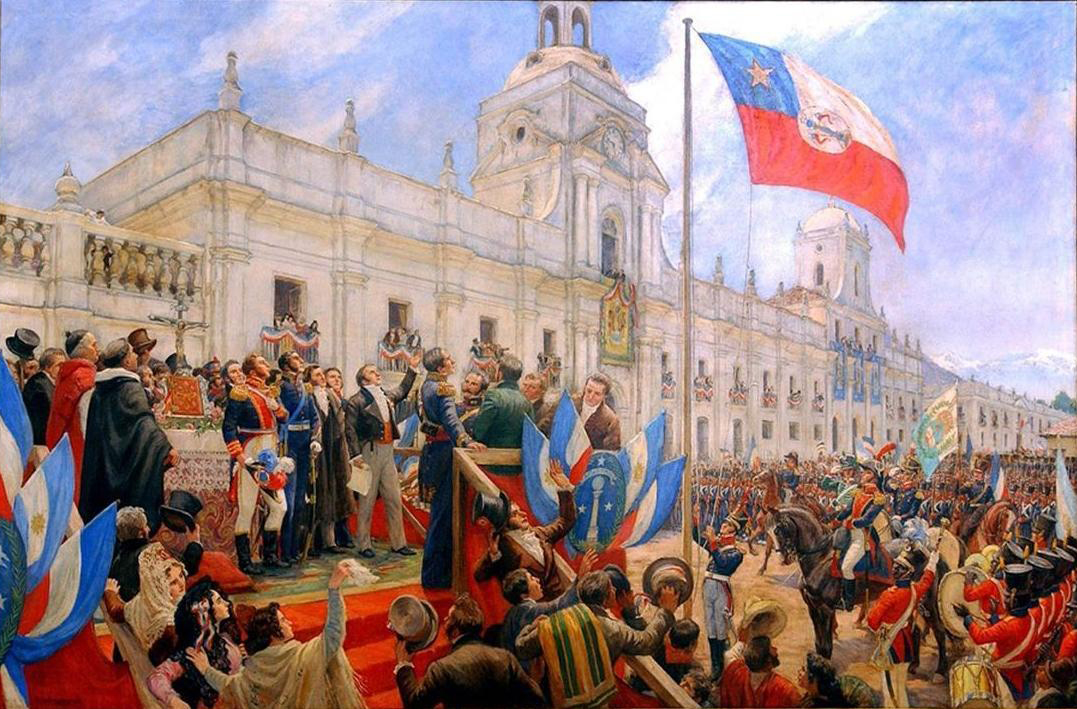
Proclamação e juramento da Independência do Chile, de Pedro Subercaseaux (1945)

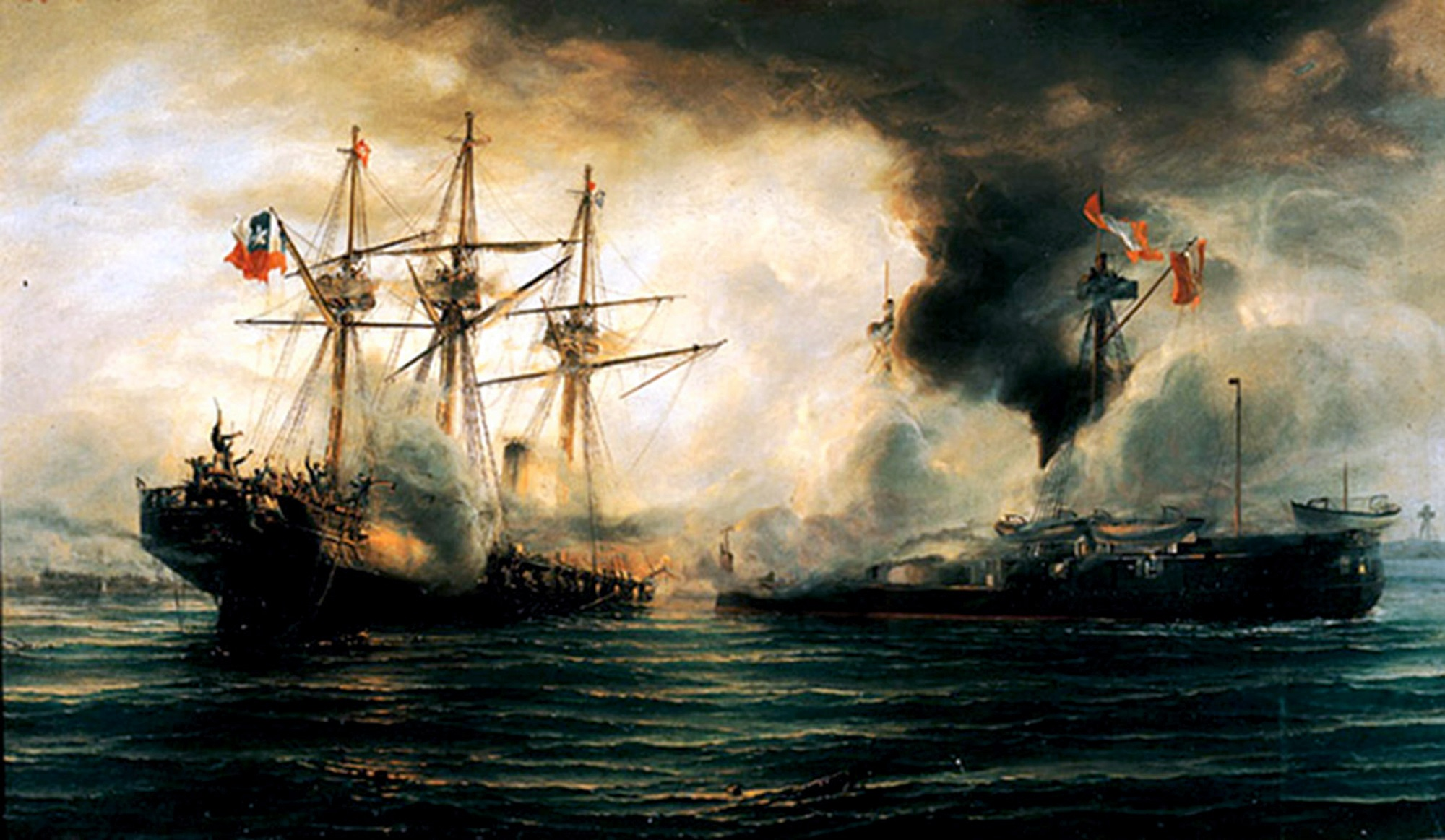
A Batalha Naval de Iquique em 21 de maio de 1879. A vitória do Chile na Guerra do Pacífico permitiu sua expansão para novos territórios

O'Higgins iniciou um período de reformas que provocou o descontentamento de grande parte da oligarquia, culminando na sua abdicação em 1823. Nesse mesmo ano, por meio de sua primeira Constituição, a escravidão foi abolida no país. Nos anos seguintes, uma série de processos buscou organizar a nova nação. Após vários julgamentos constitucionais e o triunfo conservador na Revolução de 1829, iniciou-se um período de estabilidade, com a chamada República Conservadora, cuja referência máxima era o ministro Diego Portales, que lançou as bases para a organização do país com a Constituição de 1833.
O Chile começou a expandir seu território e estabelecer suas fronteiras. Com a conquista de Chiloé e o Tratado de Tantauco, o arquipélago de Chiloé foi incorporado ao país em 1826. A economia teve um crescimento significativo devido à descoberta do minério de prata em Chañarcillo e ao comércio crescente no porto de Valparaíso, o que deu origem a um conflito com o Peru pela supremacia marítima no Pacífico Sul. A formação da Confederação Peruana-Boliviana foi encarada como uma ameaça à estabilidade do país, resultando na Guerra da Confederação, que terminou com a vitória do Exército Unido restaurador em 1839 e a dissolução da Confederação. Ao mesmo tempo, tentou-se consolidar a soberania no sul do Chile, intensificando a ocupação em La Araucanía e a colonização de Llanquihue com imigrantes alemães. Com a fundação do Forte Bulnes, a região de Magalhães foi incorporada em 1843, enquanto as áreas de Antofagasta — então território boliviano — e Aysén começaram a ser povoadas. Entre 1865 e 1866, o Chile travou uma guerra contra a Espanha, junto a outras ex-colônias. Em 1871, um armistício foi alcançado e em 1883 o Tratado de Paz e Amizade foi assinado entre as duas nações.
Após trinta anos de governo conservador e com a chamada "questão sacristã", iniciou-se em 1861 um período de dominação do Partido Liberal, caracterizado pela riqueza econômica obtida com a mineração de nitrato na área de Antofagasta, o que gerou divergências fronteiriças com a Bolívia, país que reivindicava aquele território como seu. Embora eles tenham assinado tratados de limites fronteiriços em 1866 e 1874, as disputas não foram resolvidas. Em 1873, a Bolívia assinou um tratado de aliança defensiva com o Peru, fazendo com que o Chile declarasse guerra a ambos em 5 de abril de 1879, dando início formalmente à Guerra do Pacífico, a maior da história do país. Em 14 de fevereiro de 1879, foi realizada a ocupação chilena de Antofagasta, seguida de ações militares contra a Bolívia. A guerra findou apenas em 1884, com a vitória chilena, a assinatura do tratado de Ancón com o Peru e um pacto de trégua com a Bolívia. Após o conflito, o Chile sedimentou o domínio sobre o departamento do Litoral e sob as províncias de Tarapacá, Arica e Tacna, até então pertencentes ao território peruano. Ao mesmo tempo, o país promoveu a Ocupação de Araucanía entre 1861 e 1883, anexou a ilha de Rapa Nui em 1888 e sanou os entraves na delimitação de fronteira com a Argentina na Patagônia e na Puna atacamenha, em 1881 e em 1898, respectivamente.
O genocídio dos Selknam, povo indígena que vivia na Terra do Fogo, ocorreu no final do século XIX. A principal causa do seu extermínio foi a privatização das terras da Terra do Fogo em benefício das grandes propriedades.

### Século XX

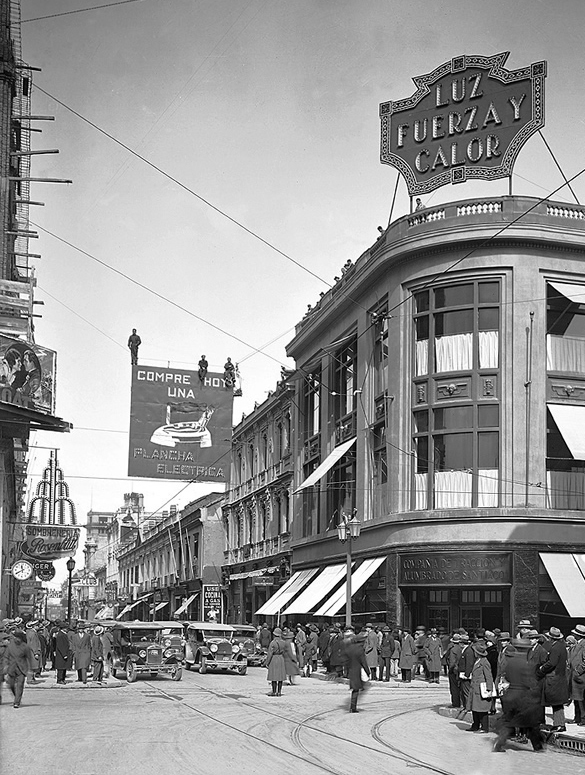
Vista do centro de Santiago, no final da década de 1920

Em 1891, o conflito entre o Presidente José Manuel Balmaceda e o Congresso Nacional desencadeou uma guerra civil, onde os parlamentares triunfaram e estabeleceram a República Parlamentar. Apesar do bom momento econômico, o período foi caracterizado pela instabilidade política e pelo início do movimento proletário e da chamada “questão social”, causada por uma distribuição desigual da riqueza e por vários problemas que afetaram as classes populares.
Após anos de domínio da oligarquia, em 1920 foi eleito Arturo Alessandri, de perfil reformista e pouco mais favorável à classe trabalhadora, vindo a se tornar uma ponte temporária entre o "canalha de ouro" e a "ralé querida", como eram chamadas a elite e as massas populares, respectivamente. Alessandri entrou em crise com o Congresso, controlado pela oposição conservadora, de modo que o agravamento desta crise levou à renúncia de Alessandri em duas ocasiões. Apesar disso, ele conseguiu promulgar a Constituição de 1925, que deu origem à República Presidencialista. Carlos Ibáñez del Campo foi eleito em 1927 com grande apoio popular, mas os impactos da Primeira Guerra Mundial, em que o país se declarou neutro, a má política econômica no uso dos recursos e a Grande Depressão acabaram com a riqueza gerada pela extração de nitrato, produzindo uma forte crise econômica. Em menos de três anos, o PIB diminuiu e o país foi considerado o mais afetado pela crise global. Ibáñez renunciou em 1931 e a instabilidade política aumentou após um golpe que levou à breve República Socialista do Chile, antes de Alessandri reassumir o poder e recuperar a economia, o que, porém, não amenizou a tensão entre os partidos políticos. A crise política também foi social, sendo que novos atores sociais exigiram modificações na forma de pensar o país.

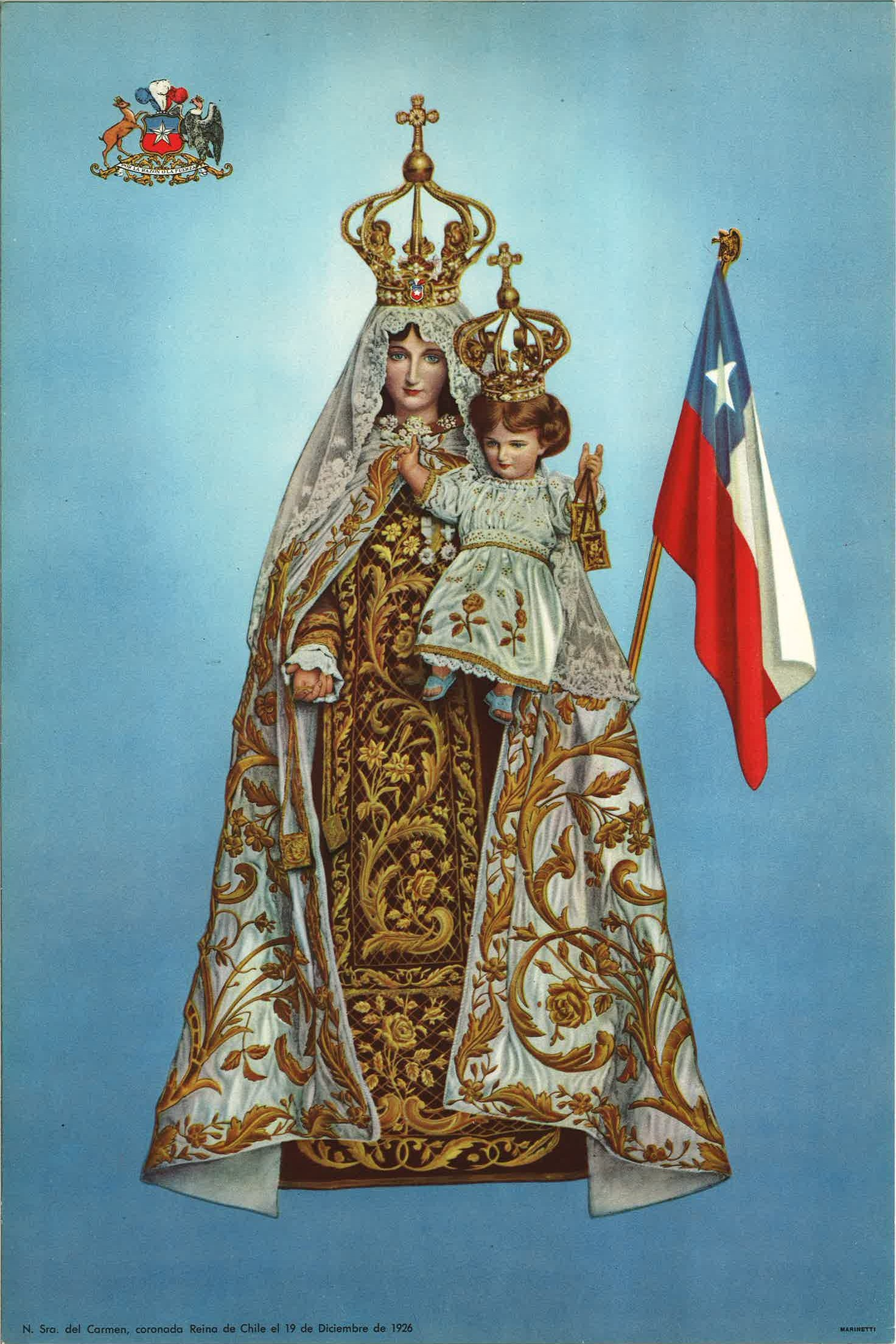
A Virgen do Carmo, intitulada Rainha do Chile, foi coroada canonicamente a 19 de dezembro de 1926

Nesse cenário, Pedro Aguirre Cerda foi eleito presidente em 1938 em uma aliança contrária aos governos tradicionais da elite chilena, dando início ao período de governo do partido Radical. Seu mandato realizou diversas mudanças, principalmente na área econômica, promovendo a industrialização chilena mediante a Corporación de Fomento de la Producción (CORFO). No período, também surgiu a Corporación de Reconstrucción, por conta do Terremoto de Chillán, o mais mortífero na história do país. Além disso, o governo deu mais atenção aos problemas sociais e estabeleceu a reivindicação do Território Antártico Chileno. Juan Antonio Ríos, que o sucedeu, enfrentou oposição e pressão dos Estados Unidos durante a Segunda Guerra Mundial para declarar guerra ao Eixo e rompeu as relações diplomáticas com os estadunidenses em 1943. Em 1945, o Chile declarou guerra ao Japão e foi um dos 51 estados fundadores da ONU. Depois de ser apoiado pelo Partido Comunista, o radical Gabriel González Videla foi eleito presidente em 1946. No entanto, no início da Guerra Fria, o alinhamento do país com as potências ocidentais levou à proibição do comunismo através da chamada "Lei Maldita" em 1948.

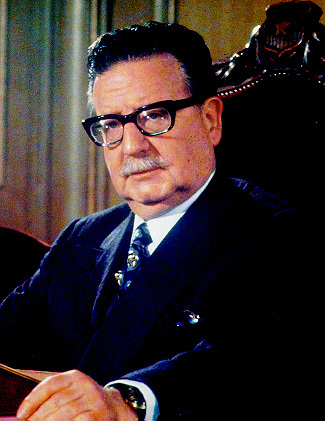
Salvador Allende

Em 1952, Carlos Ibáñez del Campo foi novamente eleito presidente, precedido por um profundo descontentamento público com os partidos políticos e a participação, pela primeira vez, do voto feminino nas eleições presidenciais. O apoio popular se dispersou ao longo de seu mandato após dificuldades na implementação de um programa de governo de caráter nacional populista. Em 1958, o independente de direita Jorge Alessandri foi eleito. Seu governo enfrentou o caos do terremoto de Valdivia em 1960 que, contudo, não impediu a realização da Copa do Mundo FIFA de 1962, além de ter sido marcado pelo início da reforma agrária, pela criação do Instituto de Desenvolvimento Agrícola chileno (INDAP) e pela aderência do Chile à ALALC (atual ALADI) e ao sistema político dos "três terços" — Composto pela direita, os democratas-cristãos e a Frente de Ação Popular de esquerda.
Temendo uma vitória da Frente de Ação Popular, a direita apoiou o democrata cristão Eduardo Frei Montalva, eleito em 1964. Embora ele tenha tentado realizar seu programa de governo denominado "Revolução em liberdade", por meio da ampliação da reforma agrária e estatização do cobre, a crescente tensão política produziu uma série de confrontos no final de seu mandato.
Com o apoio da Unidade Popular, Salvador Allende foi eleito em 1970. Seu governo teve uma política econômica errática e forte oposição do restante do espectro político e do governo norte-americano de Richard Nixon, sendo o cobre nacionalizado em 1971. O governo enfrentou problemas econômicos externos, como a crise mundial de 1972–1973, o que fez o país entrar em uma crise financeira e a hiperinflação atingir cifras da ordem de 600 a 800%.

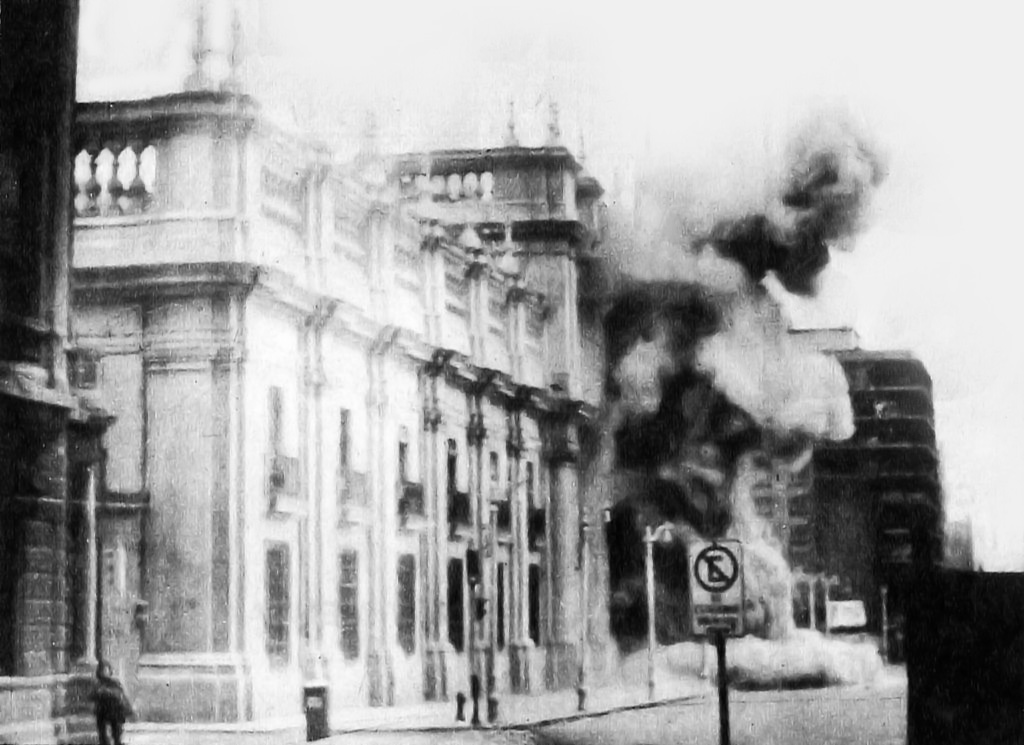
Bombardeio ao Palácio de La Moneda, durante o Golpe de Estado no Chile, em 11 de setembro de 1973

Os confrontos de rua entre opositores e adeptos da Unidade Popular tornaram-se frequentes e atingiram níveis elevados de violência. Allende, que acreditava em uma revolução democrática, perdeu o apoio do Partido Socialista, que acreditava na legitimidade de um levante popular armado para manter o poder. Salvador Allende sofreu um golpe de estado e se suicidou após o atentado ao Palácio de La Moneda. Com o golpe, foi instituído o período da ditadura militar chilena, chefiada por Augusto Pinochet, comandante-chefe do Exército. Neste período, estabeleceu-se a repressão política contra a oposição e houve graves violações dos direitos humanos. Na esfera econômica, Pinochet liderou uma reestruturação do Estado idealizada pelos chamados Chicago Boys, iniciando uma série de reformas neoliberais em 1975 que, após uma das piores quedas no PIB desde 1929, levou a um crescimento econômico com uma taxa média anual de 7,3% entre 1976 e 1981, produzindo o chamado "milagre do Chile". Também no período ditatorial comandado por Pinochet, Chile e Argentina acabaram por se enfrentar pelo domínio das ilhas Picton, Nueva e Lennox em 1978, no Conflito de Beagle. A tensão entre as duas nações culminou na elaboração de um plano de invasão ao Chile pela Argentina, no que ficou conhecido como Operação Soberania, tendo sido necessária a mediação do então papa João Paulo II para que a Argentina viesse a desistir de suas pretensões.
Em 1980, o país realizou um referendo visando aprovar ou rejeitar uma nova constituição compilada pelo regime militar de Pinochet. A nova constituição foi aprovada por 67,04% dos chilenos, mas o referendo foi contestado por várias organizações internacionais. A crise econômica em 1982 gerou um crescimento negativo e aumentou o desemprego e a pobreza, resultando em uma série de protestos em 1983 contra o governo e seu modelo econômico. Em 1985, após a redução dos gastos sociais e a privatização da maioria das empresas estatais, o país conseguiu recuperar seu crescimento econômico, mas também ampliou a distribuição desigual de renda com níveis de pobreza em torno de 40%.

### Redemocratização e era contemporânea
No final da década de 1980, o processo de retorno à democracia foi marcado pelo plebiscito de 1988. Este plebiscito indagava se os chilenos consentiam com a permanência de Pinochet no poder até 11 de março de 1997, com a opção "Sim" referindo-se à concordância, enquanto a opção "Não" rejeitava as pretensões do então governante. A vitória da opção "Não", com 54,71% dos votos apurados, implicou na convocação de eleições democráticas conjuntas para o Executivo e Legislativo em 1989, com Augusto Pinochet deixando o cargo em 11 de março de 1990. Patricio Aylwin assumiu como o primeiro presidente do período conhecido como Transição. Aylwin se tornou o primeiro de quatro presidentes da Concertación, a coalizão de centro-esquerda que se opôs a Pinochet no plebiscito e era composta por democratas-cristãos, radicais e socialistas. Depois de Aylwin, os próximos presidentes foram Eduardo Frei Ruiz-Tagle (1994–2000), Ricardo Lagos (2000–2006) e Michelle Bachelet que, em 2006, se tornou a primeira mulher a presidir o país em toda a sua história.

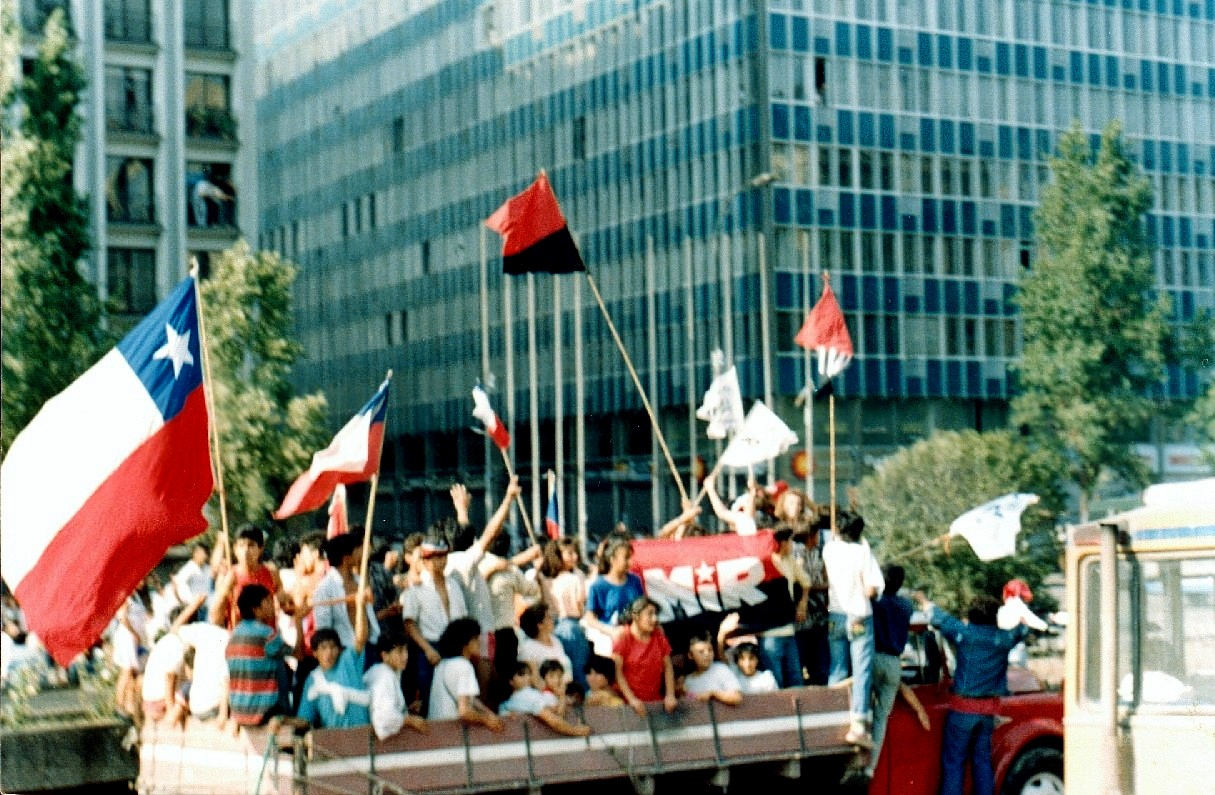
Manifestantes no centro de Santiago celebram a vitória do "Não" no plebiscito de 5 de outubro de 1988

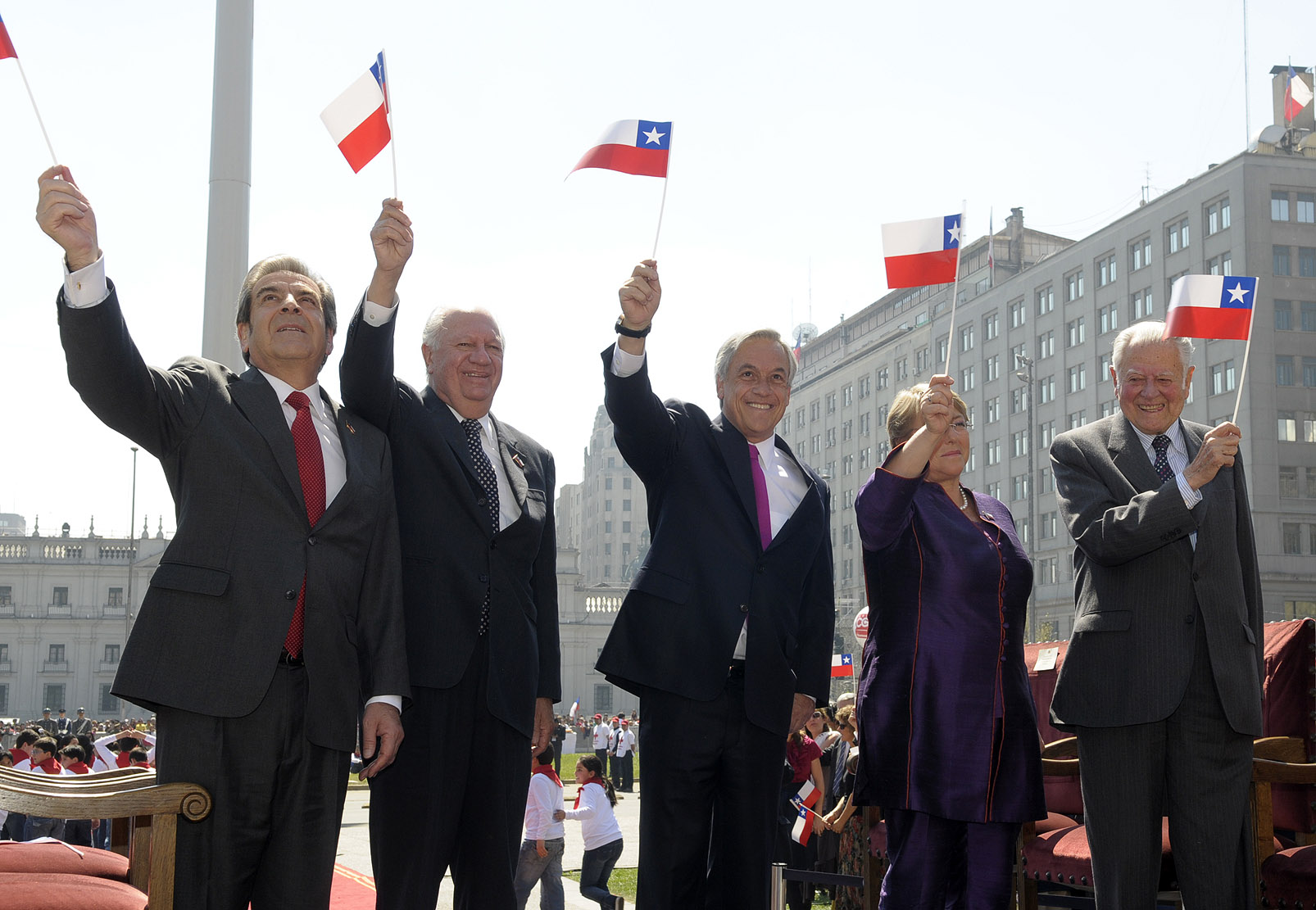
Os cinco presidentes chilenos desde 1990

Os governos da Concertación caracterizaram-se por restaurar o regime democrático, estabelecendo uma nova política nacional baseada na unidade e procurando restabelecer as relações com as Forças Armadas. Em 1990, o país criou a Comissão Valech, por intermédio do Decreto Supremo nº 355, para fins de apurar as violações de direitos humanos cometidas durante a ditadura. Estas violações foram oficialmente reconhecidas por meio do Relatório Rettig e da Comissão Valech.
Economicamente, a Transição foi caracterizada por um crescimento significativo e um fortalecimento da posição fiscal e financeira do país, com o Chile tornando-se o país mais desenvolvido da América Latina. O modelo neoliberal foi mantido, embora as políticas econômicas voltadas para o gasto público social tenham sido promovidas e aprofundadas, salvaguardando a estabilidade macroeconômica e reduzindo significativamente a pobreza. Cerca de 23,5% da população deixou a linha da pobreza entre 1990 e 2009. O país também promoveu sua reintegração nos mercados internacionais, assinando acordos de livre comércio com os principais parceiros comerciais, em especial com a União Europeia, o Brasil, os Estados Unidos e a China.
Em 2010, Sebastián Piñera se tornou o primeiro político de centro-direita a ser eleito presidente do país em um interstício de 52 anos. Seu mandato caracterizou-se pela recuperação econômica após a crise financeira de 2008 e pela reconstrução das áreas afetadas pelo terremoto de 2010 na área central do país. No entanto, enfrentou movimentos sociais significativos, especialmente de mobilizações de estudantes dos ensinos médio e superior e protestos regionais em Magalhães e Aysén, além das denúncias de manipulação de dados, principalmente no campo da caracterização da pobreza, da inflação e no censo de 2012, somados a casos de suposta corrupção de alguns de seus apoiadores após o fim de seu governo.
Michelle Bachelet foi eleita para um segundo mandato presidencial em 2013. Seu governo caracterizou-se pelo impulso de uma série de reformas, muitas voltadas para as demandas dos movimentos sociais surgidas nos anos anteriores. Entre as mais proeminentes estão as mudanças no sistema tributário, a descriminalização parcial do aborto, as reformas no sistema educacional e eleitoral e a implementação gradual da gratuidade em todo o sistema escolar, incluindo o ensino superior. Durante o segundo governo de Bachelet também ocorreu a aprovação do Acordo de União Civil em 2015 — concedendo reconhecimento expresso aos casais do mesmo sexo na legislação chilena — e a criação de novas áreas de proteção marinha, passando de 4,3% para 42,4% de salvaguarda na área oceânica nacional. Caracterizou-se, ainda, pela implementação do programa "Chile Reconoce", com viés humanitário, no qual a nacionalidade chilena foi estendida aos filhos de estrangeiros residentes no país, ainda que de forma irregular. Isto foi motivado pelo fato de que o país recebeu, nos últimos anos, uma onda migratória significativa, especialmente de venezuelanos e haitianos, sendo que o número de imigrantes ao Chile passou de 410 988 (2014) para 1 119 267 em 2017. Casos de corrupção também foram registrados.

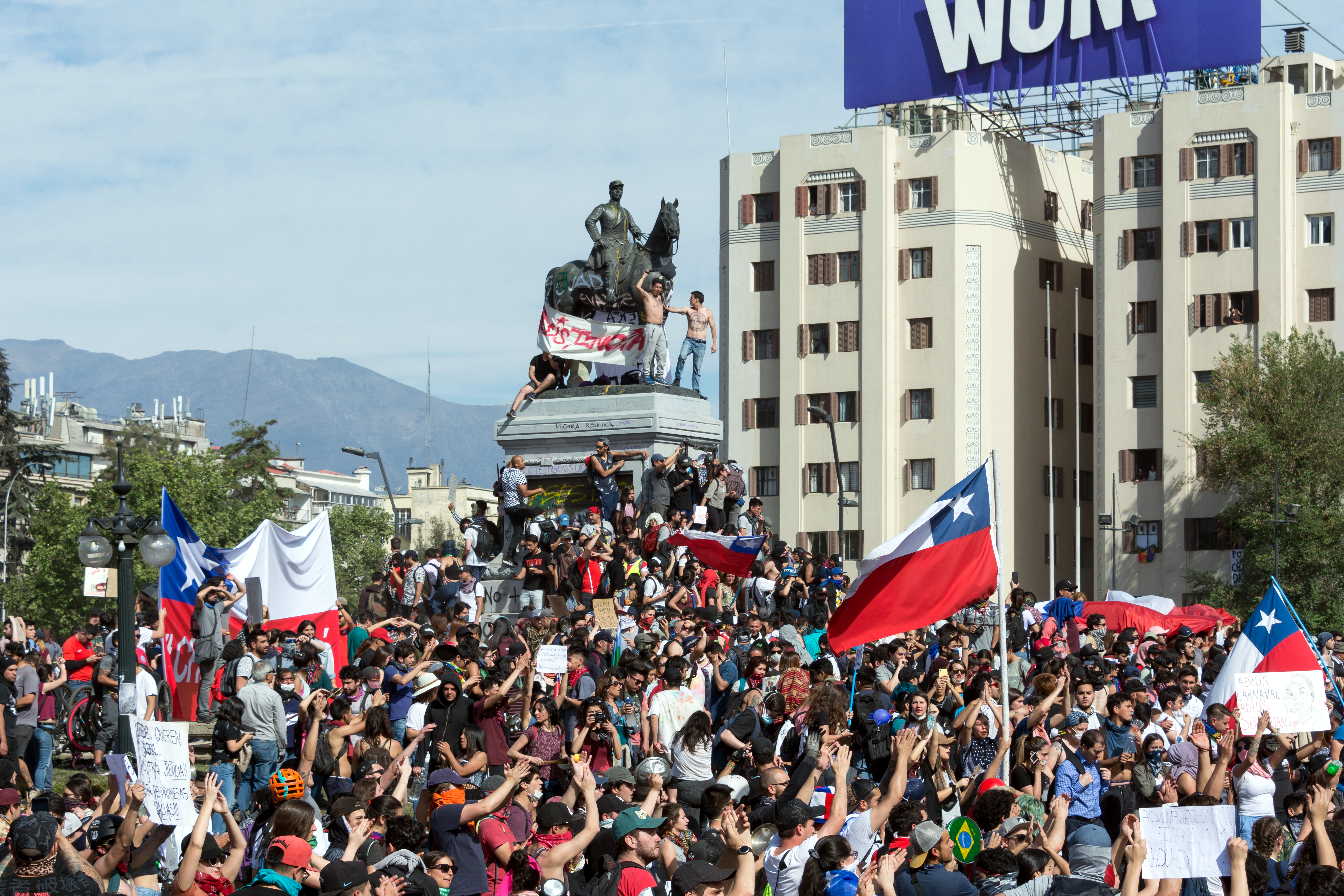
Protestos na praça Baquedano, em Santiago, durante as manifestações de 2019–2020

Em 2018, Piñera assumiu seu segundo mandato presidencial, após vencer as eleições realizadas no ano anterior. Sua segunda gestão foi responsável por promulgar a Lei de identidade de gênero, permitindo a alteração legal do nome e gênero das pessoas transgênero, além de uma notável aproximação com a Argentina e críticas ao regime político em vigor na Venezuela. Ao longo deste período, o Chile obteve uma vitória relevante sobre a Bolívia junto ao Tribunal Internacional de Justiça, onde os bolivianos postulavam a restauração do acesso do país ao Oceano Pacífico, o qual fora perdido pela Bolívia em 1883 em consequência da Guerra do Pacífico. Com a sentença professada pelo Tribunal Internacional, não se impôs ao Chile a obrigação de negociar com a Bolívia uma saída para o mar.
A partir de 2019, o Chile tem sido marcado por manifestações massivas de cidadãos, inicialmente desencadeadas pelo aumento da tarifa do sistema de transporte público de Santiago, ganhando corpo mediante protestos, agitações e reivindicações civis. Os fatos fizeram com que o então ministro Andrés Chadwick invocasse a Lei de Segurança Interna do Estado contra os manifestantes, acompanhada da declaração de estado de emergência por Sebastián Piñera. A motivação das manifestações acabou por incorporar outras pautas sociais reivindicadas pelos chilenos, fazendo dos protestos os maiores que o país já viu desde a era Pinochet. Ao longo deste processo, o Chile viu serem registradas ocorrências de abusos e inobservâncias dos direitos humanos, além do cerceamento à liberdade de imprensa. A consequência mais notável das manifestações ocorridas foi a realização de um plebiscito nacional em outubro de 2020, no qual os chilenos aprovaram a elaboração de uma nova constituição por uma Assembleia constituinte, objetivando afastar a eficácia da norma constitucional ascendida na ditadura Pinochet. A compilação do novo texto constitucional do Chile segue em curso.

## Geografia

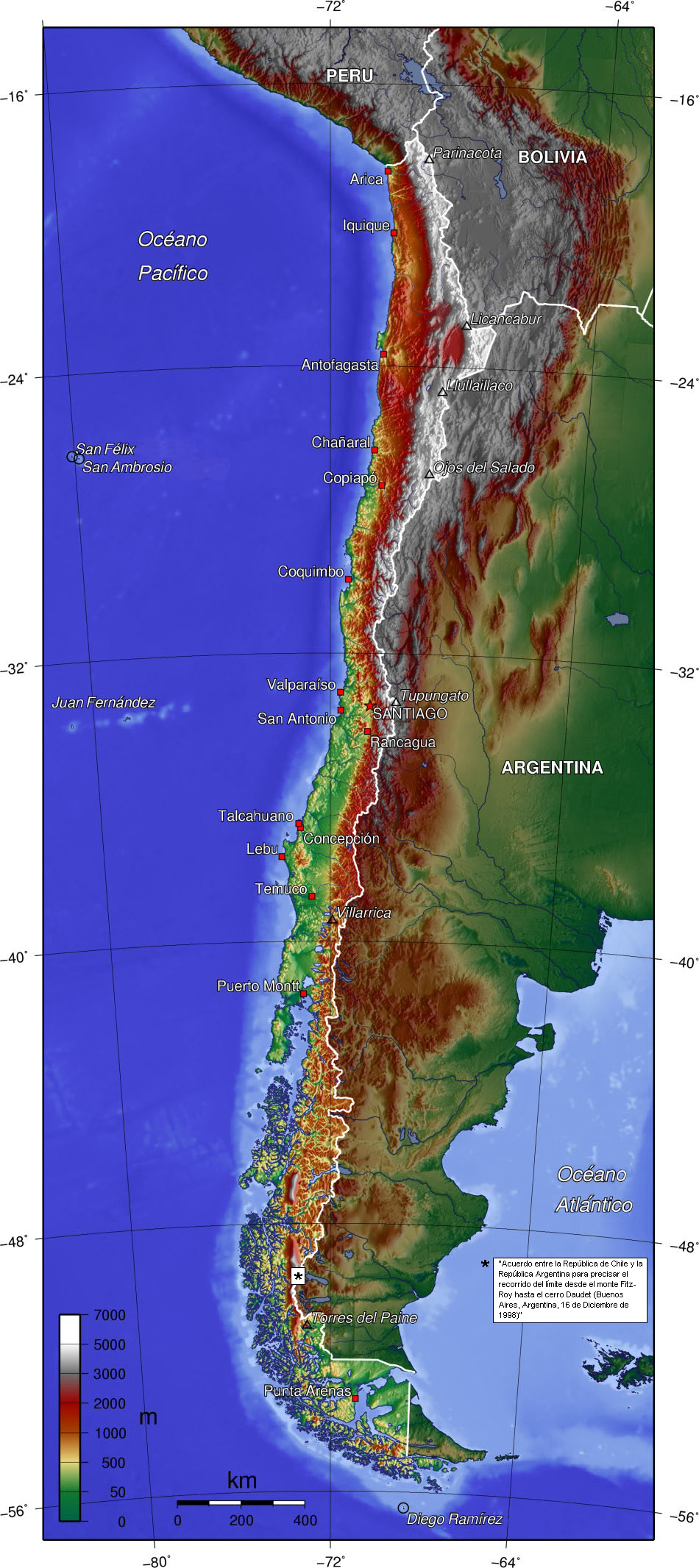
Mapa topográfico do território chileno

O território chileno é cortado ao norte pelo Trópico de Capricórnio. O país ocupa uma área longa e estreita no Cone Sul, ao longo da costa oeste da América do Sul, compartilhando fronteiras terrestres com a Argentina ao leste; Bolívia a nordeste; Peru a norte e com o Oceano Pacífico ao oeste. Ele também engloba uma série de arquipélagos e ilhas oceânicas, como a Ilha de Páscoa, Arquipélago Juan Fernández e Ilhas Desventuradas. O seu tamanho, relevo, clima e recursos naturais fazem do Chile um país geograficamente diverso.
Trata-se do 37º maior país do mundo em área territorial e o décimo maior da América, com uma área total de 756 950 km², incluindo 12 290 km² de água. Seu território abrange três fusos horários, sendo UTC−3 em Magalhães e Antártica Chilena; UTC-4 no restante do país continental — sendo que este é tido como seu fuso horário padrão — e UTC-5 na província da Ilha de Páscoa e na ilha de Sala y Gómez, ambas no Oceano Pacífico.
Vários rios de curta extensão e de baixo fluxo cortam seu território, que comumente fluem da cordilheira dos Andes até o Oceano Pacífico, no sentido leste-oeste. Os rios mais importantes são o Loa (o maior do país, com 440 km), Biobío — que alimenta importantes hidrelétricas chilenas — o Maipo, o Maule, na região central, o Cautín, além dos rios Toltén e Futaleufú, dentre outros. Há ainda demasiados lagos, lagoas e riachos, com destaque para o grupo dos Sete Lagos. O Chile também registra grandes massas de gelo nos Andes Patagônicos.

### Topografia
O lado leste do território chileno é dominado pela Cordilheira dos Andes, com o país se estendendo por 4 630 km de norte a sul. Possui apenas 430 km em seu ponto mais largo de leste a oeste. Isto abrange uma notável variedade de paisagens. O país contém 756 950 km². Sua curta extensão leste-oeste, em relação a sua longa extensão norte-sul, faz com que ele se torne o país mais estreito do mundo.
O norte do Deserto do Atacama contém uma grande riqueza mineral, principalmente de cobre e nitratos. O relativamente pequeno Vale Central, que inclui Santiago, domina o país em termos de população e de recursos agrícolas. Esta área também é o centro histórico do qual o Chile se expandiu no final do século XIX, quando integrou as regiões do norte e do sul. O sul é rico em florestas, pastagens e apresenta uma série de vulcões e lagos, com sua costa litorânea consistindo num labirinto de penínsulas de fiordes, enseadas, canais e ilhas. A Cordilheira dos Andes está localizada na fronteira oriental. O Chile reivindica 1 250 000 km² da Antártida como parte de seu território, com esta reivindicação estando suspensa por conta do Tratado da Antártida, do qual a nação é signatária.
A nação está localizada no Círculo de fogo do Pacífico, região no entorno da placa de Nazca, que concentra 90% da sismicidade e vulcanismo do planeta. As ilhas de Páscoa e Sala y Gómez são controladas pelo país, que também incorporou ao seu território as ilhas do leste da Polinésia e a Ilha Robinson Crusoe, a mais de 600 km do continente, no Arquipélago Juan Fernández. Também controladas pelo país, mas apenas temporariamente habitadas, as ilhas de Santo Ambrósio e São Felix são notáveis por estenderem as águas territoriais do Chile.

### Meio ambiente e biodiversidade

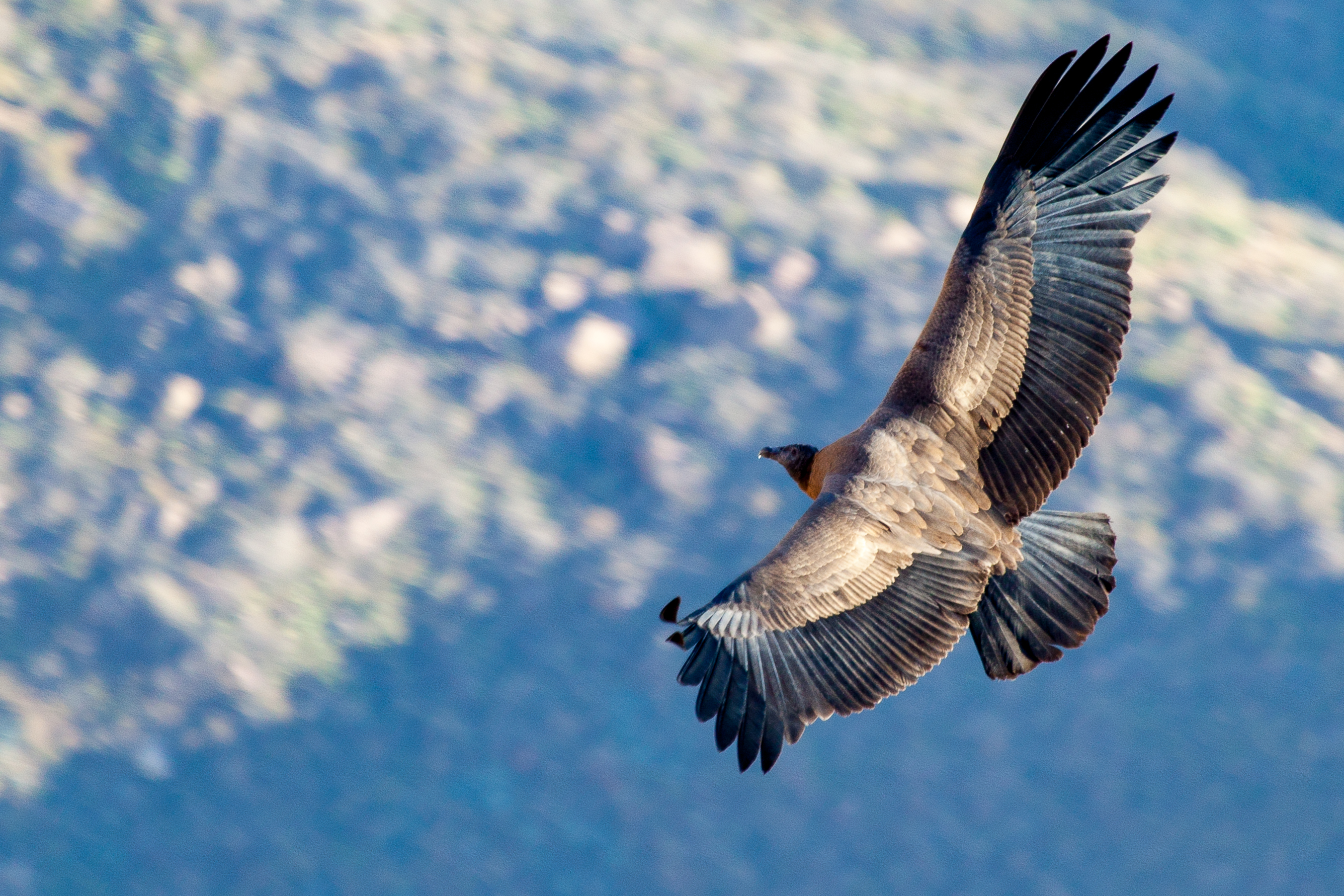
O condor-dos-andes é o pássaro nacional do Chile

O clima e o relevo chileno condicionam o desenvolvimento de diferentes ecossistemas no país. O país é dividido em cinco regiões naturais, sendo estas: Zona central, Norte Grande, Zona sul, Zona austral e Zona norte. Devido sua grande biodiversidade, há mais de quarenta parques nacionais em todo o território, destacando-se o Parque Nacional Rapa Nui, na Ilha de Páscoa, o Parque Nacional da Patagônia, em Aisén e o Parque nacional Corcovado, em Los Lagos, demonstrando a megadiversidade chilena.
Várias espécies vegetais e animais podem ser encontradas no Chile, que detém a maior variedade de fauna marinha do mundo. Uma variedade de pássaros, pinguins e cetáceos foram registrados ao longo da costa oceânica, os quais incluem albatrozes, o leão-marinho-da-patagônia e o pinguim macaroni. Ao longo da Cordilheira dos Andes, a espécie notável é o condor-dos-andes que, inclusive, foi declarado monumento natural em 2006. No oceano existem várias espécies de frutos do mar, que vão desde a amêijoas, choros, vieiras e ostras a peixes como anchovas e pescada. O salmão e a truta são as principais espécies de peixes dos rios chilenos.

### Clima

Chile pela classificação climática de Köppen-Geiger

O clima do Chile compreende uma ampla gama de condições climáticas através de uma larga escala geográfica, estendendo-se através de 38 graus de latitude. Segundo o sistema de Köppen-Geiger, o Chile, dentro de suas fronteiras, hospeda pelo menos sete dos principais subtipos climáticos, variando de deserto no norte a tundra alpina e geleiras no leste e sudeste, subtropical úmido na Ilha de Páscoa, oceânico no sul e mediterrânico no centro. Há quatro estações na maior parte do país: verão (dezembro a fevereiro), outono (março a maio), inverno (junho a agosto) e primavera (setembro a novembro).
Em uma escala sinóptica dos fatores mais importantes que controlam o clima chileno são o Anticiclone do Pacífico, a área de baixa pressão circumpolar sul, a fria Corrente de Humboldt, a escala do litoral chileno e a Cordilheira dos Andes. Apesar da largura do território do Chile, algumas regiões do interior podem experimentar grandes oscilações de temperatura e cidades, como San Pedro de Atacama, podendo até mesmo experimentar um clima continental. No extremo nordeste e sudeste do Chile se vê, além dos Andes, o altiplano e as planícies da Patagônia, dando a essas regiões os padrões climáticos semelhantes aos vistos na Bolívia e na Argentina, respectivamente.

## Demografia

Pirâmide etária do Chile em 2014

A população do Chile, conforme censo realizado pelo Instituto Nacional de Estatísticas (INE) em 2017, foi de 17 574 003 habitantes (25,74 hab./km²). A população está fortemente concentrada nos centros urbanos (87,8%), com apenas 12,2% de seus habitantes vivendo em zonas rurais. A taxa de crescimento demográfico do país tem diminuído desde 1990, junto com a taxa de natalidade. Esses números permitem estabelecer um processo de envelhecimento da sociedade chilena, que está em estágios avançados de transição. A expectativa de vida dos chilenos é a mais alta da América Latina: 79,5 anos. Os homens vivem em média 76,5 anos, com a média das mulheres sendo 82,7 anos. A taxa de mortalidade infantil foi de 6,6‰ de nascidos vivos em 2021.
Em torno de 90% dos chilenos habitam a região do terço médio do país, ao redor da capital, Santiago. O extremo norte e o extremo sul são pouco povoados. Historicamente, o Chile tem sido um país de emigração, mas acabou por se tornar mais atraente para os imigrantes desde a transição para a democracia em 1990 e a melhoria de sua estabilidade econômica. Os maiores aglomerados urbanos do Chile são as conurbações de Santiago (6,2 milhões de habitantes), Grande Concepción (1,037 milhão), Grande Valparaíso (951 000), Grande La Serena (517 000) e Grande Temuco (311 000). Existem também outras concentrações urbanas notáveis no interior do país. Todas as capitais são as maiores cidades de suas regiões.

### Composição étnica

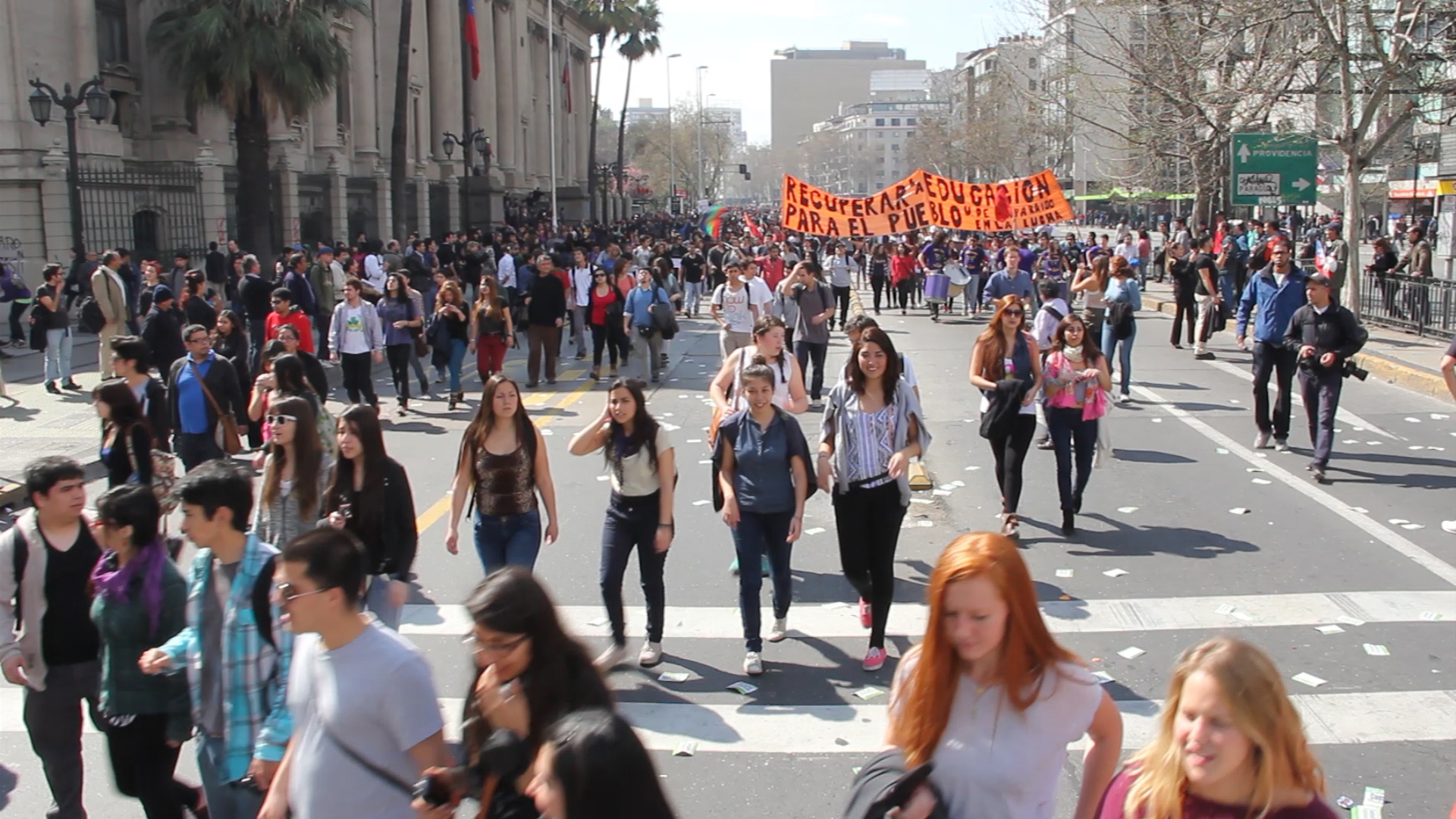
Estudantes chilenos durante uma manifestação em Santiago em 2013

A sociedade é multiétnica e a maior parte da população detém alguma ascendência europeia, principalmente espanhola (castelhana, andaluz e basco) e também alemã, italiana, irlandesa, francesa e britânica. Um pequeno, mas influente grupo de imigrantes anglosaxões, entre os quais galeses, irlandeses e ingleses, chegou ao Chile durante o período colonial. A imigração alemã começou em meados de 1800 indo até o século XX, com as províncias de Valdivia, Llanquihue e Osorno mostrando uma forte influência alemã. Além disso, há um número significativo de descendentes de povos do Oriente Médio, especialmente palestinos. Cerca de 800 mil ameríndios, principalmente mapuches, residem na região centro-sul. Os aimarás, atacamenhos e diaguitas podem ser encontrados principalmente no norte do Chile, em vales e oásis no deserto. A Ilha de Páscoa é a casa dos Rapa Nui, uma população indígena.

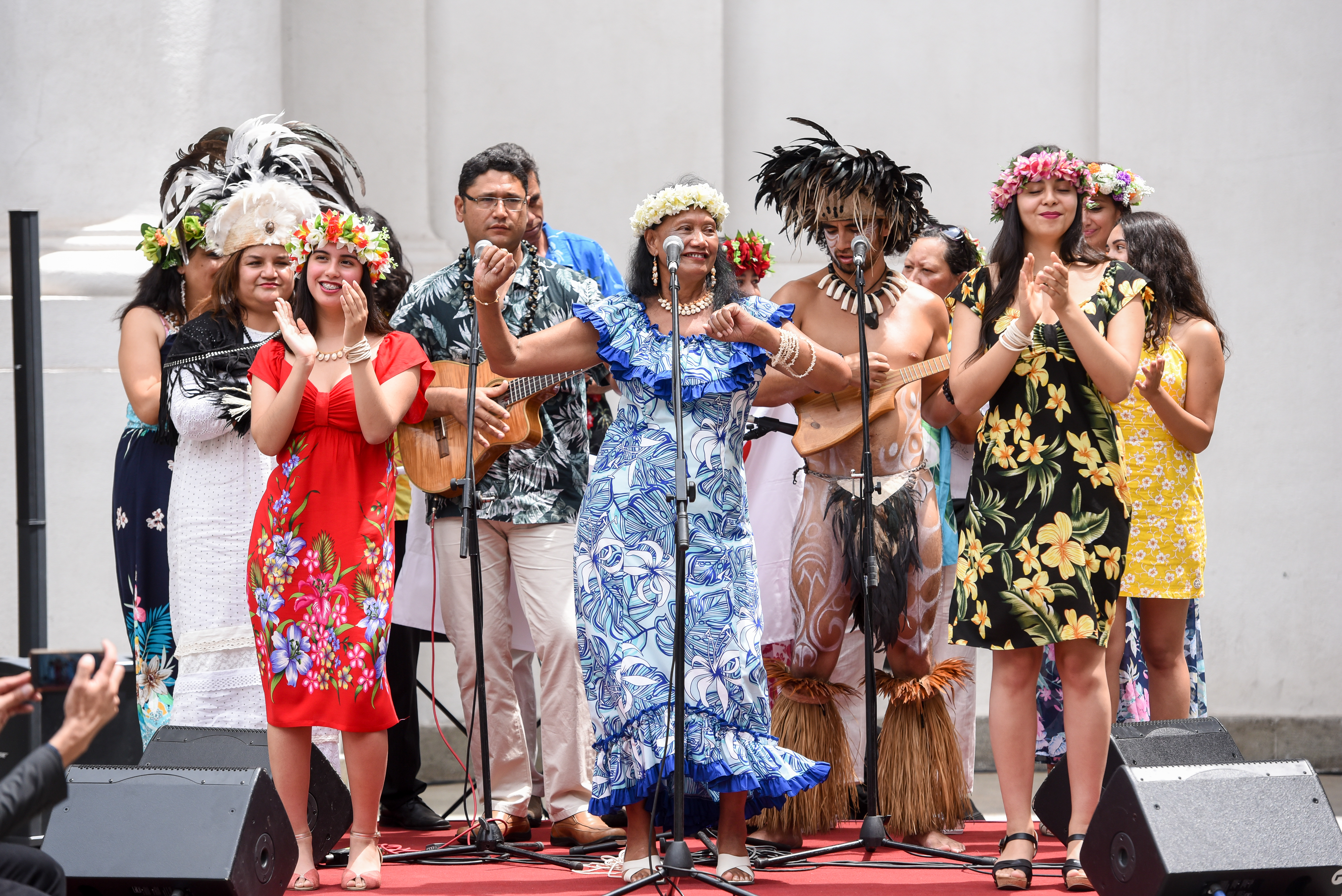
Membros do povo rapanui, da Ilha de Páscoa

O Chile não conduz censos raciais e a distribuição das diferentes origens da população tem estimativas conflitantes. Segundo uma pesquisa de opinião realizada em 2011 pela organização chilena Latinobarómetro, 59% dos chilenos se declararam brancos, 25% mestiços, 8% indígenas, 1% mulatos e 2% pertencentes a outra etnia. Um outro estudo, realizado em 2002 pelo Centro de Estudios Públicos (CEP), questionou os chilenos se eles tinham "sangue indígena". 43,4% dos entrevistados disseram que tinham "algum sangue indígena", enquanto 8,3% disseram que tinham "muito"; 40,3% disseram que não tinham "nada", enquanto que 7,8% disseram não saber e 0,2% não responderam. Essa pesquisa mostra que a maioria dos chilenos identificam uma origem indígena na sua família.

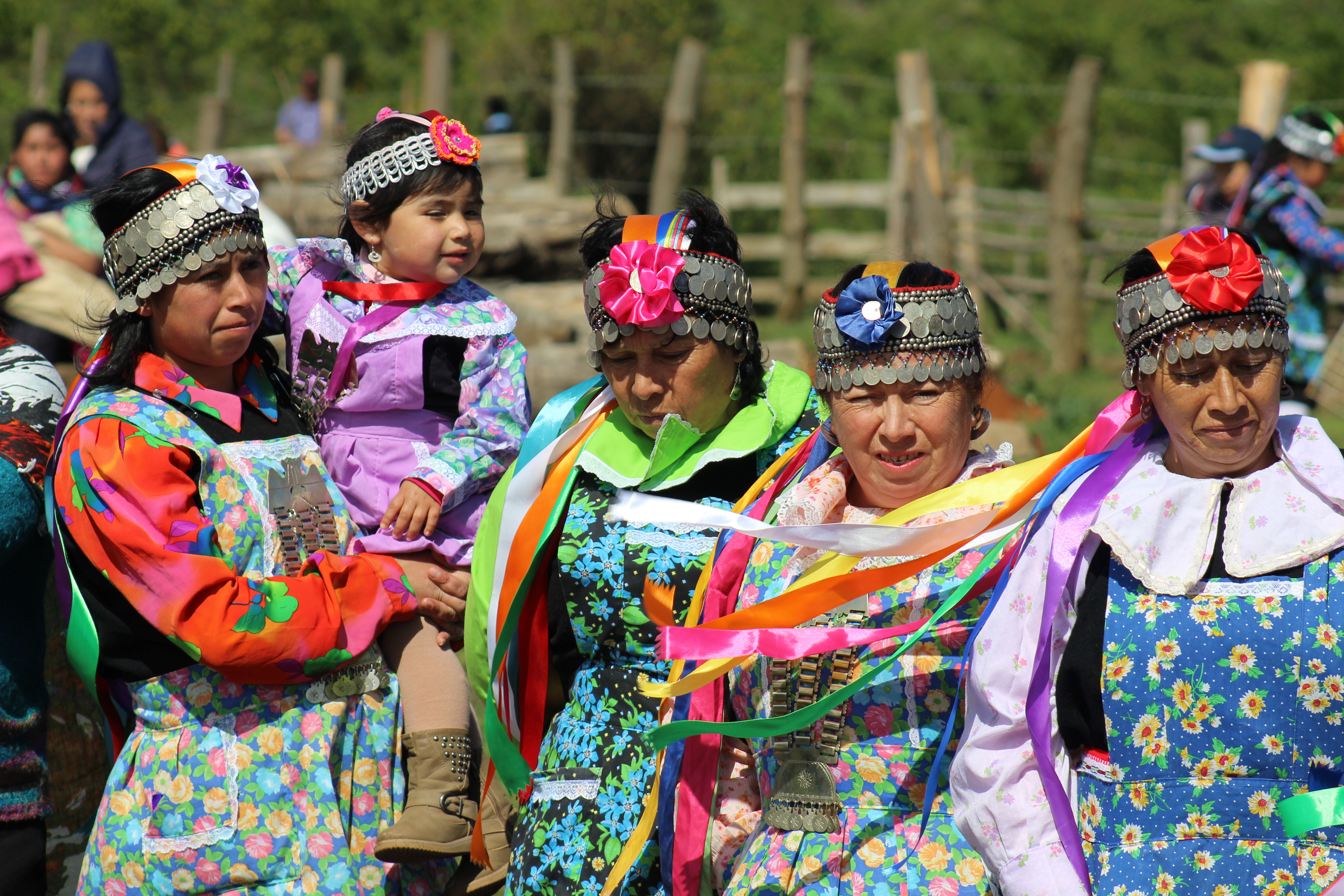
Mulheres da etnia mapuche em Tirúa

Estudos conduzidos pela Universidade do Chile demonstram que a população chilena é principalmente de origem europeia e indígena, compondo 88,92% da população. O país é relativamente homogêneo, tem uma identidade nacional, popularmente conhecida como chilenidade. Outro estudo concluiu que 30% da população seria classificada como branca e 65% mestiça. Os estudos de genética de população chilena de uso "de DNA mitocondrial" e os resultados do teste do cromossomo Y mostram o seguinte: o componente europeu é predominante na classe chilena, entre 72,3% a 76,8% da população e 23,2% a 27,7% de povos indígenas.
Um estudo genético autossômico promovido pela Universidade de Brasília (UnB) apontou que a ancestralidade do povo chileno é 51,6% europeia, 42,1% indígena e 6,3% africana. Um outro estudo genético, oriundo da Universidade do Chile, confirma que o povo chileno é mestiço, com a notabilidade de que as camadas sociais mais baixas apresentam maior grau de ancestralidade indígena, enquanto as camadas mais altas da sociedade têm mais ancestralidade europeia. Um outro estudo genético realizado em pessoas de Santiago encontrou uma mistura de ancestralidade, sendo 57% europeia e 43% indígena. Os habitantes de Concepción têm 65% de ancestralidade europeia e 36% indígena. Já os habitantes de Puerto Montt têm 53% de origem indígena e 47% europeia. Na localidade de Laitec a ascendência é 80% ameríndia e 20% europeia, enquanto em Poposo é 60% ameríndia e 40% europeia. Mais de 80% do DNA mitocondrial chileno é de origem indígena (o DNA mitocondrial é transmitido de mãe para mãe). Na linhagem paterna (DNA revelado pelo cromossomo y), a contribuição indígena chega a 30%. Do ponto de vista autossômico, isto é, a soma dos antepassados de um dado indivíduo, o chileno médio tende a revelar um alto grau de contribuição europeia com uma larga contribuição indígena, como exposto acima.

### Imigração europeia

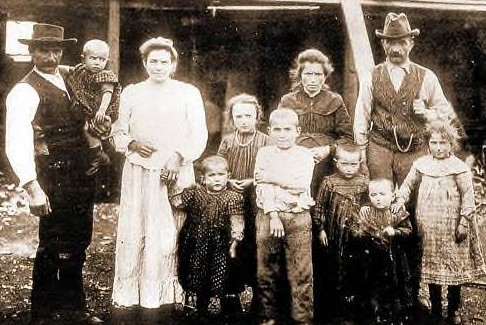
Colonos italianos no sul do Chile

O Chile recebeu um número reduzido de imigrantes, mas estes tiveram importância na formação étnica do país. A população estrangeira alcançou seu máximo no ano de 1907, quando viviam 134 524 imigrantes no país. Destes, somente 53,3% eram europeus, sendo que 42,7% eram provenientes de outros países da América Latina. A população estrangeira no Chile nunca ultrapassou os 4,1% do total da população. A imigração europeia foi pouco expressiva quando comparada às de outros países americanos, como os Estados Unidos, Brasil, Argentina e Canadá, onde tiveram um peso muito maior. As estimativas de descendentes de bascos variam de 10% (1 600 000) até 27% (4 500 000).
Em 1848 houve uma grande imigração de alemães e franceses. A imigração de alemães foi incentivada pelo governo chileno para fins de colonização das regiões meridionais do país. Significativamente atraídos pela composição natural das províncias do Valdivia, Osorno e Llanquihue, os imigrantes receberam terras doadas pelo governo visando povoar a região, considerando que o sul do Chile era praticamente desabitado. A influência desta imigração foi significativa, comparável à América Latina apenas com a imigração alemã no sul do Brasil. Há também um grande número de alemães que chegaram ao Chile após a Primeira e Segunda Guerra Mundial. Outros grupos de imigrantes europeus historicamente significativos são os croatas, gregos, suíços e franceses. O número de descendentes croatas é estimado em 380 mil, enquanto de gregos entre 90 mil e 120 mil. Os descendentes de suíços somam o número 90 mil, também estima-se que cerca de 5% da população chilena tem alguma ascendência francesa.
Além disso, estima-se que cerca de 5% da população descende de imigrantes de origem asiática, principalmente do Oriente Médio (palestinos, sírios, e libaneses). O país abrigou uma grande população de imigrantes cristãos do Oriente Médio. Acredita-se que cerca de 500 mil descendentes de palestinos residem no Chile.

### Religiões
| Religião no Chile  | Religião no Chile  | Religião no Chile | Religião no Chile | Religião no Chile |
| ------------------ | ------------------ | ----------------- | ----------------- | ----------------- |
| Religião           |                    |                   | Porcentagem       |                   |
| Catolicismo romano | Catolicismo romano |                   | 66,65%            | 66,65%            |
| Protestantismo     | Protestantismo     |                   | 16,44%            | 16,44%            |
| Sem religião       | Sem religião       |                   | 11,45%            | 11,45%            |
| Outras             | Outras             |                   | 5,46%             | 5,46%             |

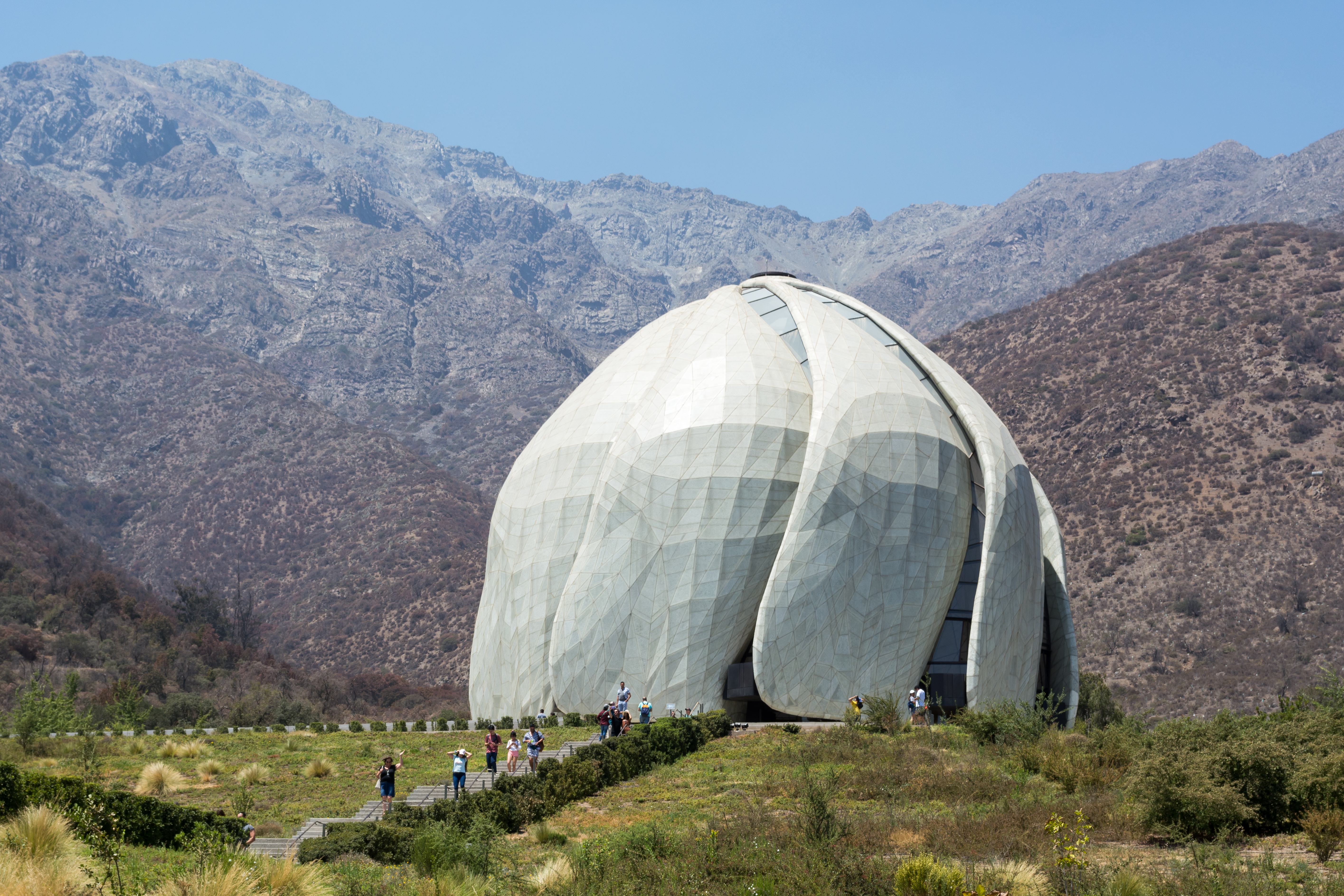
Templo da Fé Bahá'í em Santiago

A Constituição prevê a liberdade de religião, e outras leis contribuem para a prática livre da religião em geral. A lei protege a todos os níveis desse direito, de forma plena contra o abuso de agentes governamentais ou privados. No censo de 2017, 66,65% da população acima de 14 anos se identificou como católicos romanos e 16,4% como protestantes. No censo, o termo "protestante" se refere a todas as igrejas cristãs não católicas, com exceção da Igreja Ortodoxa, de A Igreja de Jesus Cristo dos Santos dos Últimos Dias e das Testemunhas de Jeová. Aproximadamente 90% dos protestantes são pentecostais. As igrejas luterana, evangélica reformada, presbiteriana, anglicana, episcopal, batista, Congregação Cristã, adventista e a metodista também estão presentes. Pessoas sem religião, ateus e agnósticos, são responsáveis por cerca de 11,5% da população do país.
Igreja e Estado estão oficialmente separados. A legislação de 1999 sobre a religião proíbe a intolerância religiosa, no entanto, a Igreja Católica goza de um estatuto privilegiado e, ocasionalmente, recebe tratamento preferencial. Os funcionários do governo participam de eventos católicos e também de grandes cerimônias protestantes e judias.
Os santos padroeiros do Chile são Nossa Senhora do Carmo e Santiago Maior. Em 2005, o chileno Santo Alberto Hurtado foi canonizado pelo papa Bento XVI e se tornou também patrono do país. Hurtado foi o primeiro santo canonizado por Bento XVI e o segundo chileno, depois de Santa Teresa dos Andes.

### Idiomas
Falado por 99,3% dos chilenos, o espanhol é a língua oficial. A grande maioria da população usa a variante conhecida como espanhol chileno, ou dialeto chileno, e alguns, o espanhol andino e o espanhol chilote. A língua de sinais chilena é usada pela comunidade surda do país.
As línguas nativas raramente são usadas. O mapudungun é falado por um número estimado de 100 mil a 200 mil pessoas, enquanto a língua huilliche, um dialeto divergente que alguns especialistas consideram uma língua do mapudungun, é falado por cerca de 2 mil pessoas. O aimará é usado por cerca de 20 mil falantes, o quéchua por cerca de 8,2 mil e o rapanui possui cerca de 4 mil falantes. Outras línguas, como o kawésqar e o yagán, estão em vias de extinção. Os idiomas tehuelche, cacán, selk'nam, allentiac e cunza estão extintos.

## Governo e Política
A atual Constituição do Chile foi aprovada em um plebiscito nacional fortemente contestado em setembro de 1980, sob o governo militar de Augusto Pinochet, cuja entrada em vigor deu-se em março de 1981. Após a derrota de Pinochet no plebiscito de 1988, a Constituição foi alterada para facilitar as disposições para futuras alterações no texto constitucional. Em outubro de 2020, por meio de plebiscito, o Chile decidiu adotar uma nova constituição, que está em discussão.
O poder executivo é chefiado pelo Presidente da República, que é o chefe de Estado e o chefe de governo. Conforme a Constituição, o presidente permanece no exercício de suas funções pelo prazo de quatro anos, não podendo ser reeleito para o período seguinte. O Presidente nomeia os Ministros de Estado, seus colaboradores diretos e imediatos e outros funcionários do Estado de sua exclusiva confiança.
O poder legislativo, cujo sistema é bicameral, reside tanto no Presidente — em qualidade colegislador — quanto no Congresso Nacional, sediado em Valparaíso. Constitui-se pelo Senado e pela Câmara dos Deputados, cujos membros são eleitos por voto popular. O Senado é composto por 50 senadores, que permanecem no cargo por oito anos com possibilidade de reeleição. A Câmara dos Deputados é composta por 155 membros, com mandato de quatro anos, podendo também serem reeleitos em seus respectivos distritos, os quais elegem entre três a oito deputados em cada eleição.
O poder judiciário, composto por tribunais autônomos e independentes que exercem a função jurisdicional, tem como instância máxima a Suprema Corte do Chile, sendo formado também pelos tribunais de recursos em cada região e pelos tribunais de primeira instância de jurisdição comum e especializada em todo o país. Além disso, existe um Ministério Público autônomo e hierárquico, que dirige exclusivamente a investigação criminal e exerce a ação penal pública. Compõem ainda o sistema judiciário chileno o Tribunal Constitucional, responsável pelo controle da constitucionalidade dos decretos, leis e demais atos; a Controladoria-Geral da República, órgão autônomo que exerce o controle da legalidade dos atos da administração pública e fiscaliza as receitas e aplicações dos fundos públicos; e o Tribunal de Qualificação Eleitoral e seus dezesseis tribunais eleitorais regionais, responsáveis pela qualificação das eleições e pela resolução das reclamações eleitorais.

### Crime, aplicação da lei e direitos humanos

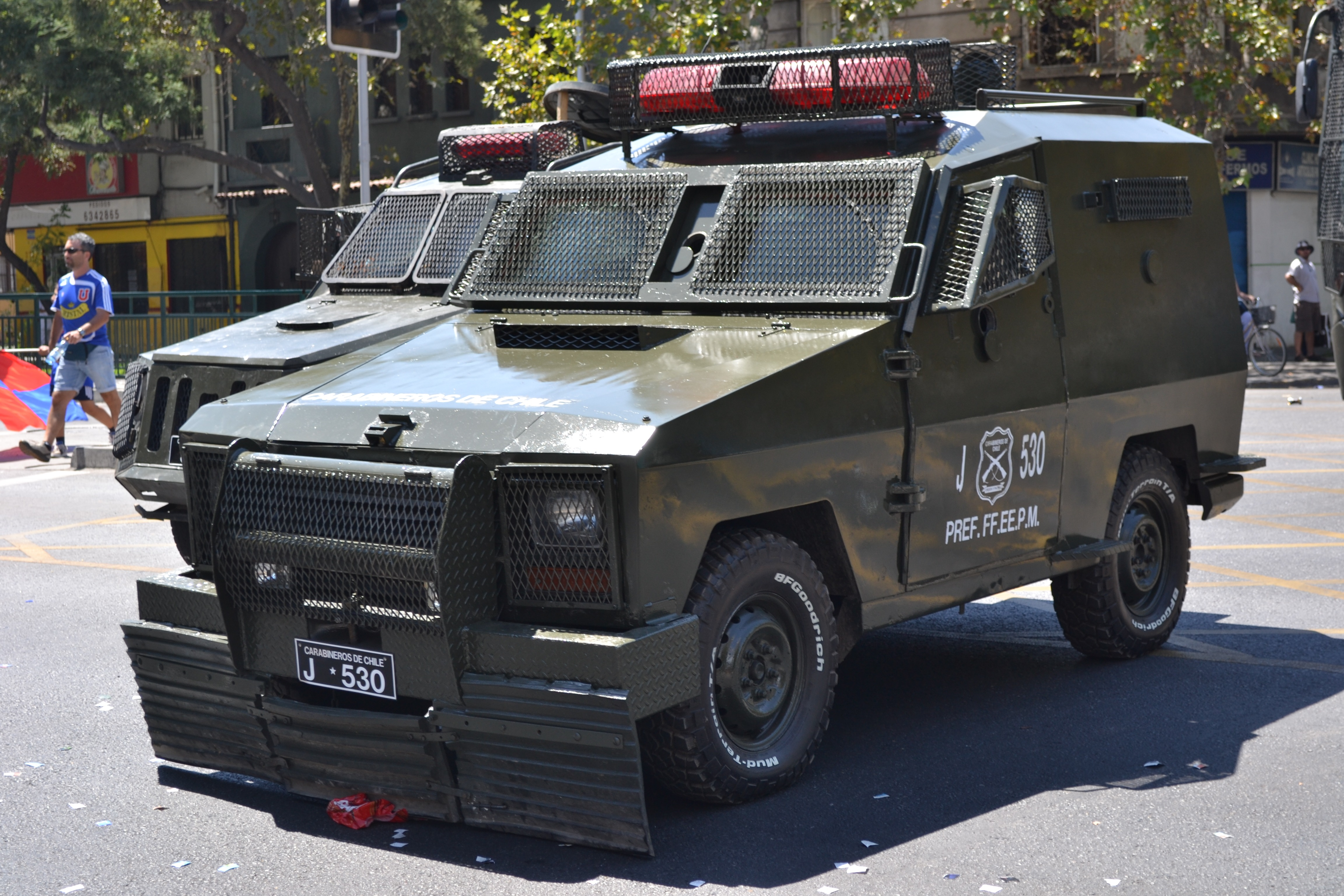
Carro blindado dos Carabineiros do Chile

Constituem a força pública do país as Forças de Ordem e Segurança Pública do Chile, composta pelos Carabineiros, criados em 1927, e a Polícia de Investigações (criada em 1933). São encarregadas de dar eficácia à lei e garantir a ordem e segurança pública no país. Além disto, existe o corpo da Gendarmerie, fundada em 1921, cuja incumbência é voltada à guarda de prisões e outros recintos de detenção, além de fornecer segurança dentro dos tribunais. Por sua vez, a Agência Nacional de Inteligência tem como competência a produção de inteligência policial para assessorar as autoridades superiores do Estado na salvaguarda das ameaças do terrorismo, do tráfico de drogas e do crime organizado.
Tratando-se de direitos humanos, o país é signatário do Pacto Internacional dos Direitos Econômicos, Sociais e Culturais (PIDESC), do Pacto Internacional dos Direitos Civis e Políticos (PIDCP), da Convenção sobre a eliminação de todas as formas de discriminação contra as mulheres, da Convenção contra a tortura e outros tratamentos ou penas cruéis, desumanos ou degradantes, da Convenção internacional sobre os direitos da criança, da Convenção Internacional sobre os Direitos das Pessoas com Deficiência e apoia a Declaração sobre orientação sexual e identidade de gênero das Nações Unidas, em favor dos Direitos LGBTQIA+.

### Forças armadas
As Forças Armadas do Chile estão sujeitas ao controle civil exercido pelo presidente através do Ministro da Defesa. O presidente tem autoridade para remover os comandantes-em-chefe das forças armadas. A defesa do país está a cargo dos três ramos das Forças Armadas: o Exército (1810), a Marinha (1818) e a Força Aérea (1930), cujas funções consistem em preservar a integridade territorial e a segurança externa da nação. Em caso de guerra, o Presidente da República assume a liderança suprema deles. O Chile não está envolto em guerras desde a Guerra do Pacífico (1879–1883), mas é um dos países com maior gasto militar em relação ao PIB, tendo sido este de 2,7% em 2006. Por força de sua legislação, o serviço militar é voluntário.
O exército tem uma força de 45.000 soldados e é organizado em sete divisões ao longo do seu território, uma brigada aérea em Rancagua e um Comando das Forças Especiais em Colina. Trata-se de dos mais profissionais e tecnologicamente avançados exércitos da América Latina.
A Marinha chilena é formada por 21 773 pessoas — incluindo 2 500 fuzileiros navais. Da frota de 29 navios de superfície, apenas oito são fragatas. Esses navios são baseados em Valparaíso. A Marinha opera seus próprios aviões para o transporte e patrulha; não há caças ou bombardeiros da marinha. A Marinha também opera quatro submarinos com base em Talcahuano.
A Força Aérea chilena está distribuída em cinco brigadas aéreas sediadas em Iquique, Antofagasta, Santiago, Puerto Montt e Punta Arenas. A Força Aérea opera também uma base aérea na ilha Rei George, na Antártida. A Força Aérea detém dez F-16s e uma série de 15 caças F-16 recondicionados dos Países Baixos.

### Política externa

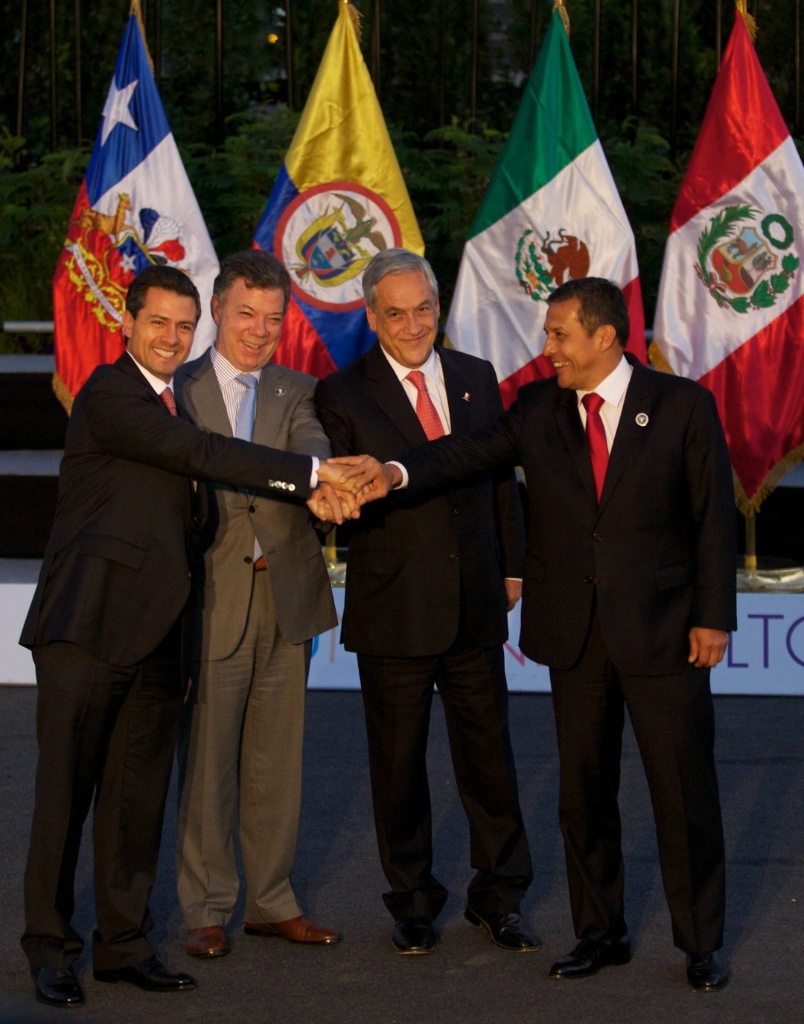
Líderes da Aliança do Pacífico na VI cúpula da organização

Desde as primeiras décadas após a independência, o Chile sempre teve uma participação ativa nos assuntos externos. Em 1837, o país desafiou o domínio peruano do porto de Callao, para a preeminência nas rotas comerciais do Oceano Pacífico, derrotando a aliança de curta duração entre o Peru e a Bolívia na Guerra da Confederação. A guerra dissolveu a confederação e a distribuição do poder no Pacífico. A segunda guerra internacional a qual o país participou ativamente, a Guerra do Pacífico, aumentou ainda mais o papel regional do Chile e contribuiu consideravelmente para a evolução de seu território.
Durante o século XIX, os laços comerciais do Chile foram principalmente com o Reino Unido, um país que teve uma influência decisiva sobre a organização da marinha do país. Os franceses influenciaram os sistemas legal e educacional dos chilenos e tiveram um impacto decisivo sobre o país, através da arquitetura da capital nos anos iniciais do século. A influência alemã veio da organização e do treinamento do exército por prussianos.
Em 1945, o Chile participou como membro fundador da Organização das Nações Unidas por estar entre os países que assinaram a Carta das Nações Unidas. Com o golpe militar de 1973, o Chile tornou-se isolado politicamente, como resultado das violações dos Direitos Humanos pela ditadura chilena.

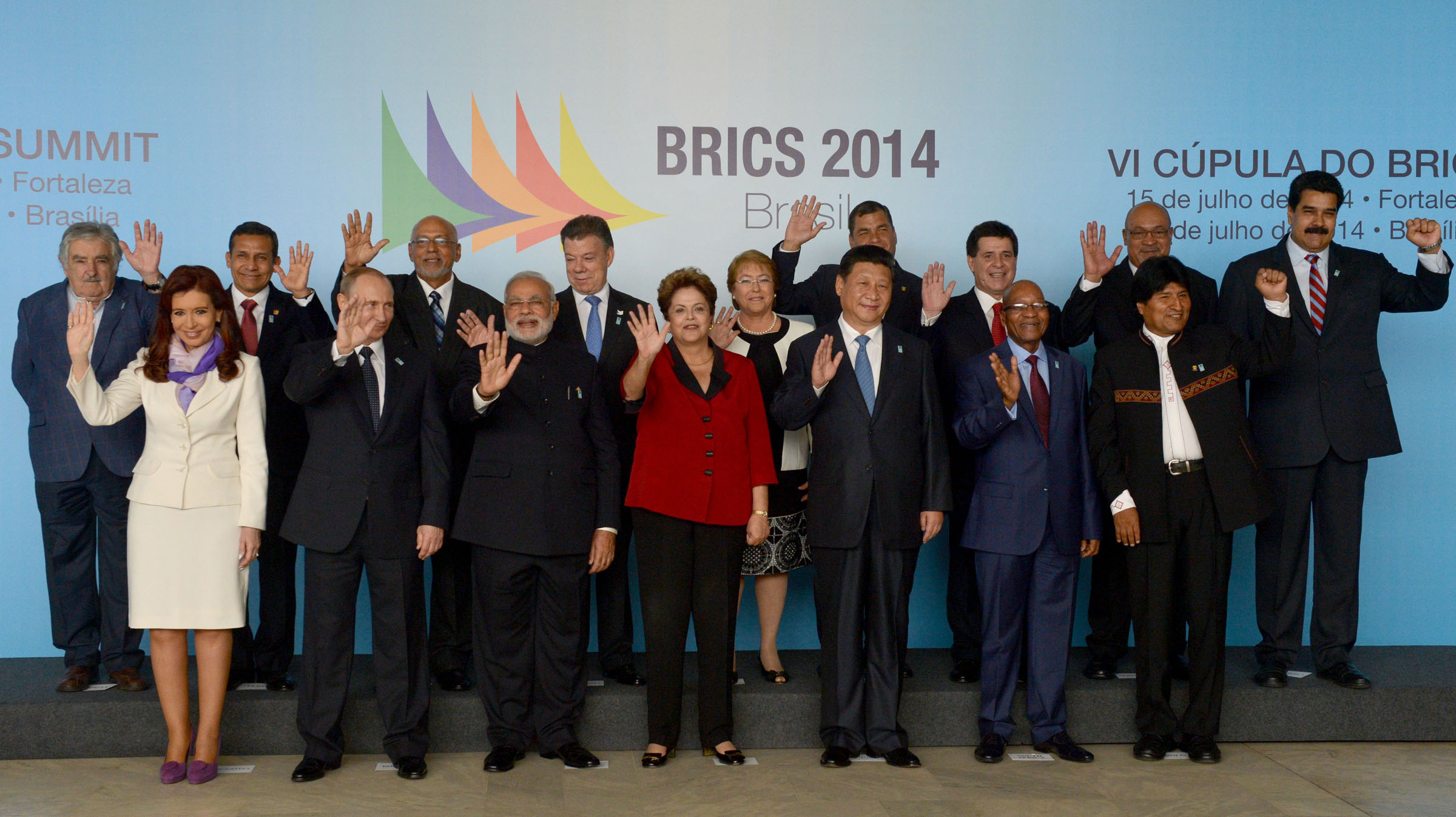
Líderes da União de Nações Sul-Americanas (UNASUL) reunidos com o BRICS durante a 6ª reunião de cúpula do grupo em Fortaleza, Brasil

Desde o seu regresso à democracia em 1990, o Chile tem sido um participante ativo na arena política internacional. A nação integrou o Conselho de Segurança da ONU entre 2003 e 2005 e viu Jose Miguel Insulza, um chileno, ser eleito secretário-geral da Organização dos Estados Americanos (OEA). O país tem sido um importante ator internacional sobre questões econômicas e de livre comércio, tendo sido, em 2010, aceito como membro da Organização para a Cooperação e Desenvolvimento Econômico (OCDE).
O Governo chileno mantém relações diplomáticas com a maioria das nações. Suas disputas territoriais com a Argentina foram sanadas na década de 1990. Sua relação com a Bolívia é controversa: Os dois países romperam laços diplomáticos em 1978, pelo desejo da Bolívia em readquirir território perdido para o Chile na Guerra do Pacífico, sendo que, atualmente, as duas nações mantêm relações consulares e são representadas ao nível de Cônsul-geral.

## Subdivisões
Para o seu funcionamento administrativo, o país conta com dezesseis regiões, 56 províncias e 346 comunas.
O governo de cada uma das regiões reside no intendente, que é nomeado pelo Presidente da República e é o seu representante natural e imediato no referido território, permanecendo nas suas funções enquanto lhe for confiado. A administração regional corresponde aos governos regionais, compostos pelo respectivo intendente, e um conselho regional, composto por representantes eleitos por voto popular para períodos de quatro anos. Por sua vez, o governo de cada província está a cargo do governador, nomeados e destituídos livremente pelo presidente. Por outro lado, a administração local corresponde aos municípios, compostos por um prefeito e um conselho comunal, eleitos por voto popular a cada quatro anos.
Em 6 de setembro de 2018 foi criada a região de Ñuble, capital de Chillán, composta por três províncias — Diguillín, Itata e Punilla. Esta nova região foi criada com o desmembramento da região de Biobío sendo, desde então, a última região administrativa criada pelo país.
| 16 regiões administrativas do Chile. |                       | \| Nº \| Nome \| Espanhol \| Capital \| \| ---- \| --------------------- \| ------------------------------------------------ \| ------------ \| \| XV \| Arica e Parinacota \| Región de Arica y Parinacota \| Arica \| \| I \| Tarapacá \| Región de Tarapacá \| Iquique \| \| II \| Antofagasta \| Región de Antofagasta \| Antofagasta \| \| III \| Atacama \| Región de Atacama \| Copiapó \| \| IV \| Coquimbo \| Región de Coquimbo \| La Serena \| \| V \| Valparaíso \| Región de Valparaíso \| Valparaíso \| \| RM \| Santiago \| Región Metropolitana de Santiago \| Santiago \| \| VI \| O'Higgins \| Región del Libertador General Bernardo O'Higgins \| Rancagua \| \| VII \| Maule \| Región del Maule \| Talca \| \| XVI \| Ñuble \| Región de Ñuble \| Chillán \| \| VIII \| Bío-Bío \| Región del Biobío \| Concepción \| \| IX \| Araucanía \| Región de la Araucanía \| Temuco \| \| XIV \| Los Rios \| Región de Los Ríos \| Valdivia \| \| X \| Los Lagos \| Región de Los Lagos \| Puerto Montt \| \| XI \| Aisén \| Región Aysén del General Carlos Ibáñez del Campo \| Coihaique \| \| XII \| Magalhães e Antártica \| Región de Magallanes y de la Antártica Chilena \| Punta Arenas \| |              |
| Nº                                   | Nome                  | Espanhol | Capital      |
| XV                                   | Arica e Parinacota    | Región de Arica y Parinacota | Arica        |
| I                                    | Tarapacá              | Región de Tarapacá | Iquique      |
| II                                   | Antofagasta           | Región de Antofagasta | Antofagasta  |
| III                                  | Atacama               | Región de Atacama | Copiapó      |
| IV                                   | Coquimbo              | Región de Coquimbo | La Serena    |
| V                                    | Valparaíso            | Región de Valparaíso | Valparaíso   |
| RM                                   | Santiago              | Región Metropolitana de Santiago | Santiago     |
| VI                                   | O'Higgins             | Región del Libertador General Bernardo O'Higgins | Rancagua     |
| VII                                  | Maule                 | Región del Maule | Talca        |
| XVI                                  | Ñuble                 | Región de Ñuble | Chillán      |
| VIII                                 | Bío-Bío               | Región del Biobío | Concepción   |
| IX                                   | Araucanía             | Región de la Araucanía | Temuco       |
| XIV                                  | Los Rios              | Región de Los Ríos | Valdivia     |
| X                                    | Los Lagos             | Región de Los Lagos | Puerto Montt |
| XI                                   | Aisén                 | Región Aysén del General Carlos Ibáñez del Campo | Coihaique    |
| XII                                  | Magalhães e Antártica | Región de Magallanes y de la Antártica Chilena | Punta Arenas |

## Economia

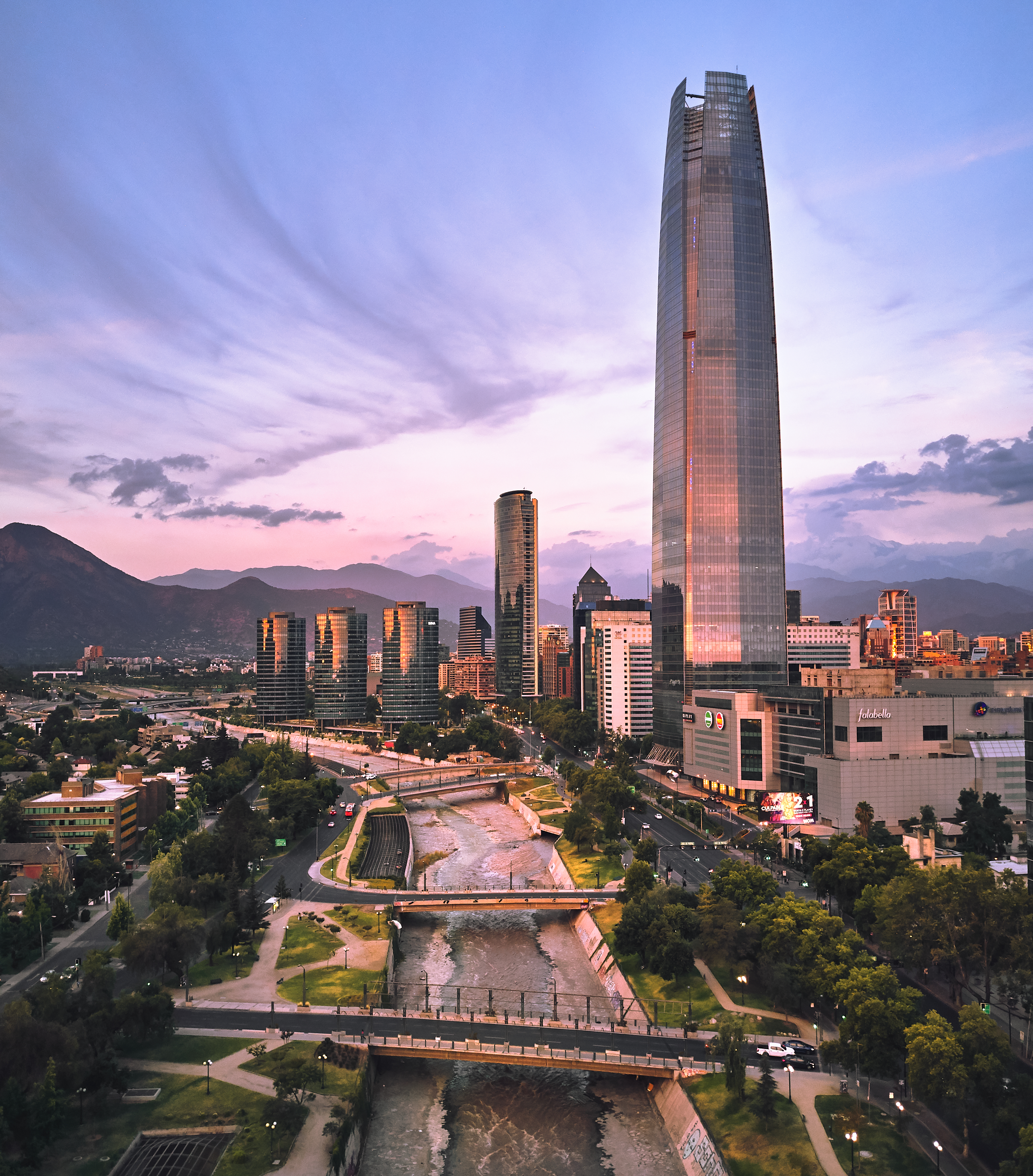
Sanhattan, o centro financeiro da cidade de Santiago. Em destaque, o complexo Costanera Center, do qual faz parte o edifício Gran Torre Santiago, o segundo arranha-céu mais alto da América Latina, com 300 m de altura

Principais produtos de exportação do Chile em 2019

O Chile tem uma economia dinâmica e orientada para o mercado, caracterizada por um elevado nível de comércio exterior, tendo o peso chileno como moeda oficial desde 1975. Durante a década de 1990, a reputação do Chile como um modelo para a reforma econômica foi reforçada quando o governo de Patricio Aylwin — que assumiu o governo dos militares em 1990 — aprofundou as reformas econômicas iniciadas pelo governo militar. A média de crescimento do Produto interno bruto (PIB) foi de 8% durante o período de 1991–1997, mas caiu para metade desse nível em 1998, devido a políticas monetárias implementadas para manter o déficit em conta corrente em cheque e por causa dos ganhos de exportação mais baixos — o último produto da crise financeira asiática. A economia chilena, desde então, se recuperou e tem tido taxas de crescimento de 5% a 7% ao longo do últimos anos. Em 2019, o país detinha o maior PIB real per capita da América Latina.
O país, porém, tem dois problemas sérios, que limitam seu crescimento econômico: o preço da energia e o fornecimento de água. O Chile quase não produz petróleo e carvão e a produção de gás natural é pouca, sendo dependente da importação destes produtos, tornando assim a energia consumida no país uma das mais caras da América do Sul. A nação também tem um fornecimento de água dependente do derretimento de gelo dos Andes, já que tem poucos rios e lagos e, com isso, tem a pior situação na América do Sul em relação ao acesso à água potável.
Depois de uma década de taxas de grande crescimento econômico, o Chile começou a experimentar uma desaceleração econômica moderada em 1999, trazida por desfavoráveis condições econômicas globais relacionadas com a crise financeira asiática, iniciada em 1997. A economia permaneceu lenta até 2003, quando começou a mostrar sinais claros de recuperação, alcançando 4% de crescimento do PIB real. Na década de 2000, a economia chilena manteve um crescimento oscilativo, registrando ascensão entre 6,0% (2004) a 5,7% em 2005; 4,0% em 2006 e 5,1% em 2007.
Políticas econômicas sólidas, mantidas desde os anos 1980, contribuíram para um crescimento econômico estável e com redução das taxas de pobreza pela metade. O governo militar (1973–1990) privatizou muitas das empresas estatais, com os três governos democráticos que o sucedeu, desde 1990, prosseguindo com o processo de privatização, embora a um ritmo mais lento. O papel do governo na economia é essencialmente limitado à regulação, embora o Estado continue a controlar algumas empresas, como a CODELCO, exploradora do cobre (não existe um banco estatal). O Chile está fortemente empenhado no livre comércio e tem recebido grande quantidade de investimentos estrangeiros. O país assinou acordos de livre comércio com toda uma rede de países, incluindo os Estados Unidos e o Brasil.

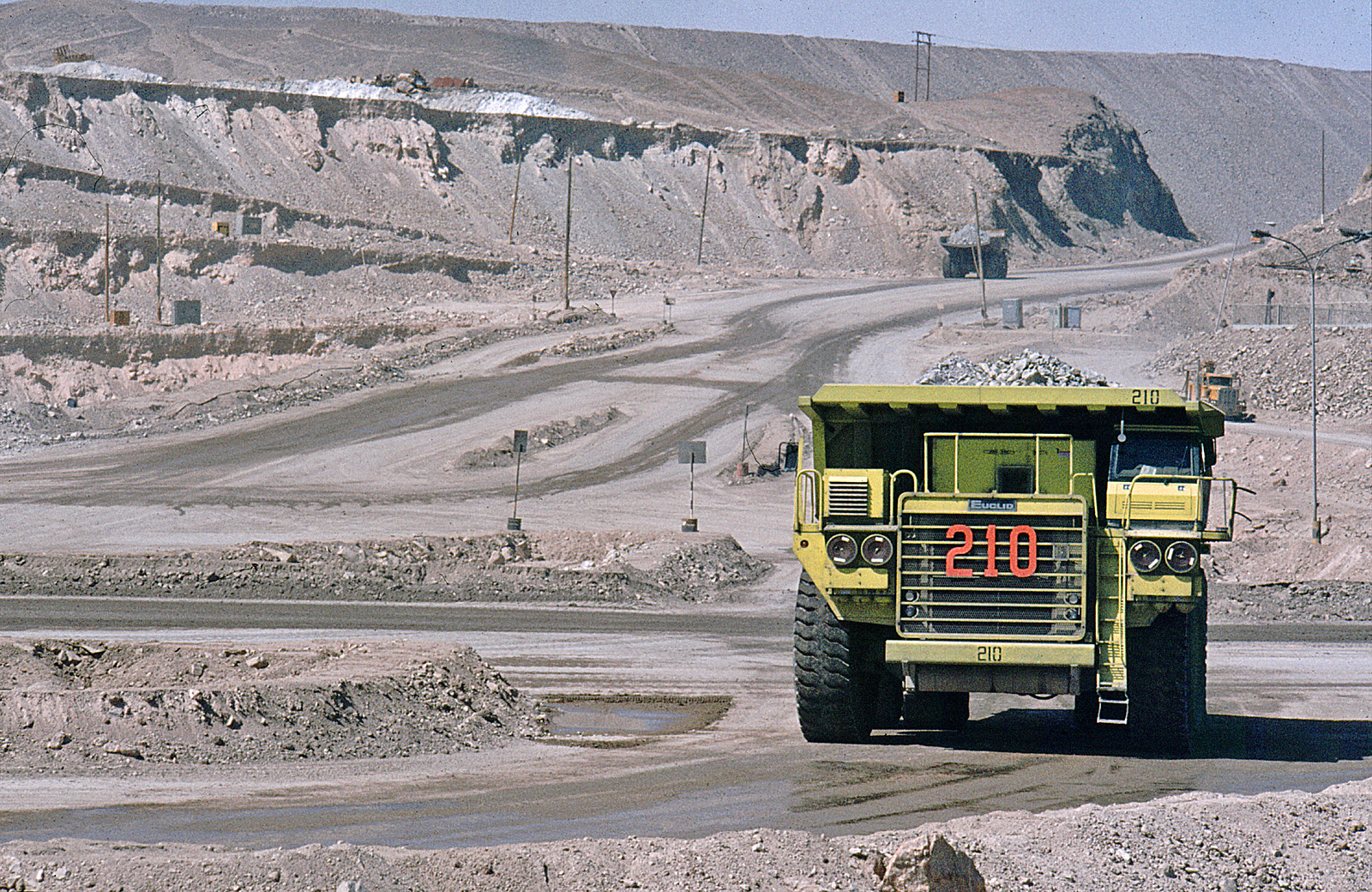
Chuquicamata, a maior mina a céu aberto do mundo, próxima a cidade de Calama

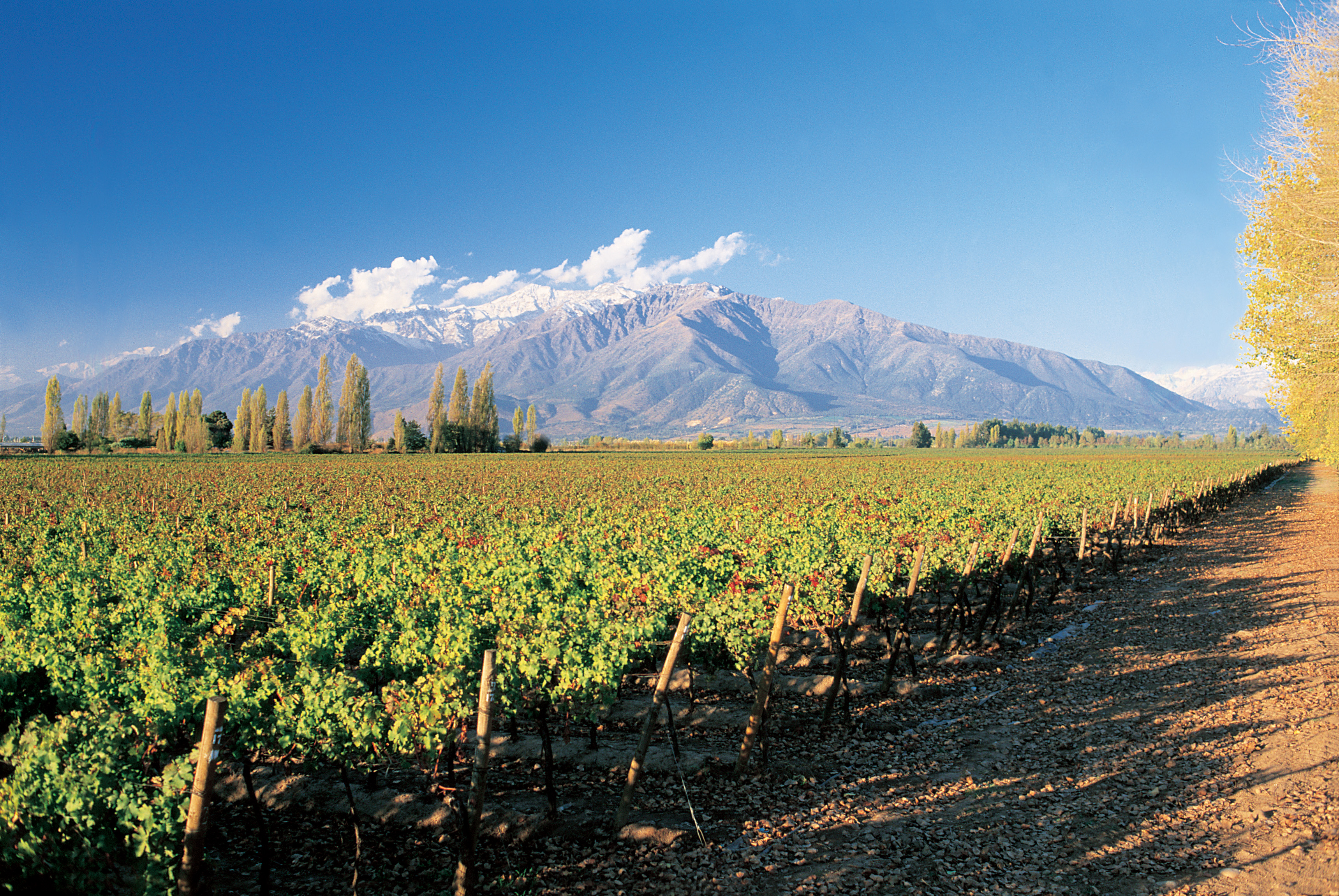
Vinhedo na comuna de Puente Alto, na Região Metropolitana de Santiago. O Chile é o quinto maior exportador de vinhos do mundo

A economia tornou-se muito dependente da mineração, de onde o Chile retira a maior parte das verbas que sustentam o país. Além de ser disparadamente o maior produtor de cobre do mundo (metal com valor muito alto e que tem uma demanda cada vez maior), o Chile foi, em 2019, o maior produtor mundial de iodo e rênio, o segundo maior produtor mundial de lítio e de molibdênio, o sexto maior produtor mundial de prata, entre outros minérios. Também tem uma produção considerável de ouro. Pensa-se que devido à importância do lítio para baterias de veículos elétricos e estabilização de redes elétricas com grandes proporções de energias renováveis intermitentes na mistura elétrica, o Chile poderia ser fortalecido geopoliticamente. No entanto, essa perspectiva também foi criticada por subestimar o poder dos incentivos econômicos para a expansão da produção em outras partes do mundo.
A agricultura e setores aliados, como a silvicultura, extração de madeira e pesca, respondem por apenas 4,9% do PIB, em média, e empregam 13,6% da força de trabalho do país. A agricultura no Chile é singular: o país tem cultivos bem diferentes do resto da América Latina, se especializando em produtos de alto valor, em parte devido à sua particular geografia, clima e geologia e fatores humanos. O Chile é um dos cinco maiores produtores mundiais de cereja e cranberry e um dos dez maiores produtores mundiais de uva, maçã, kiwi, pêssego, ameixa e avelã, com foco na exportação. Com as uvas, o Chile fabrica vinho, onde foi o 6º maior produtor mundial em 2018. Outro grande destaque do país é na produção de salmão, onde é o segundo maior produtor do mundo. Outros produtos agrícolas do Chile incluem peras, cebolas, trigo, milho, aveia, alho, aspargos, feijão, carne bovina, aves, lã, madeira. Devido ao seu isolamento geográfico e políticas aduaneiras rígidas, a nação está livre de doenças como a BSE, mosca da fruta e filoxera. Isto, alinhada à sua localização no Hemisfério Sul e sua ampla gama de condições agrícolas, são consideradas as principais vantagens comparativas do Chile. No entanto, a paisagem montanhosa limita a extensão e a intensidade da agricultura, de modo que as terras aráveis correspondem a apenas 2,62% do território total. Atualmente, o país utiliza 14.015 hectares de terras agrícolas.

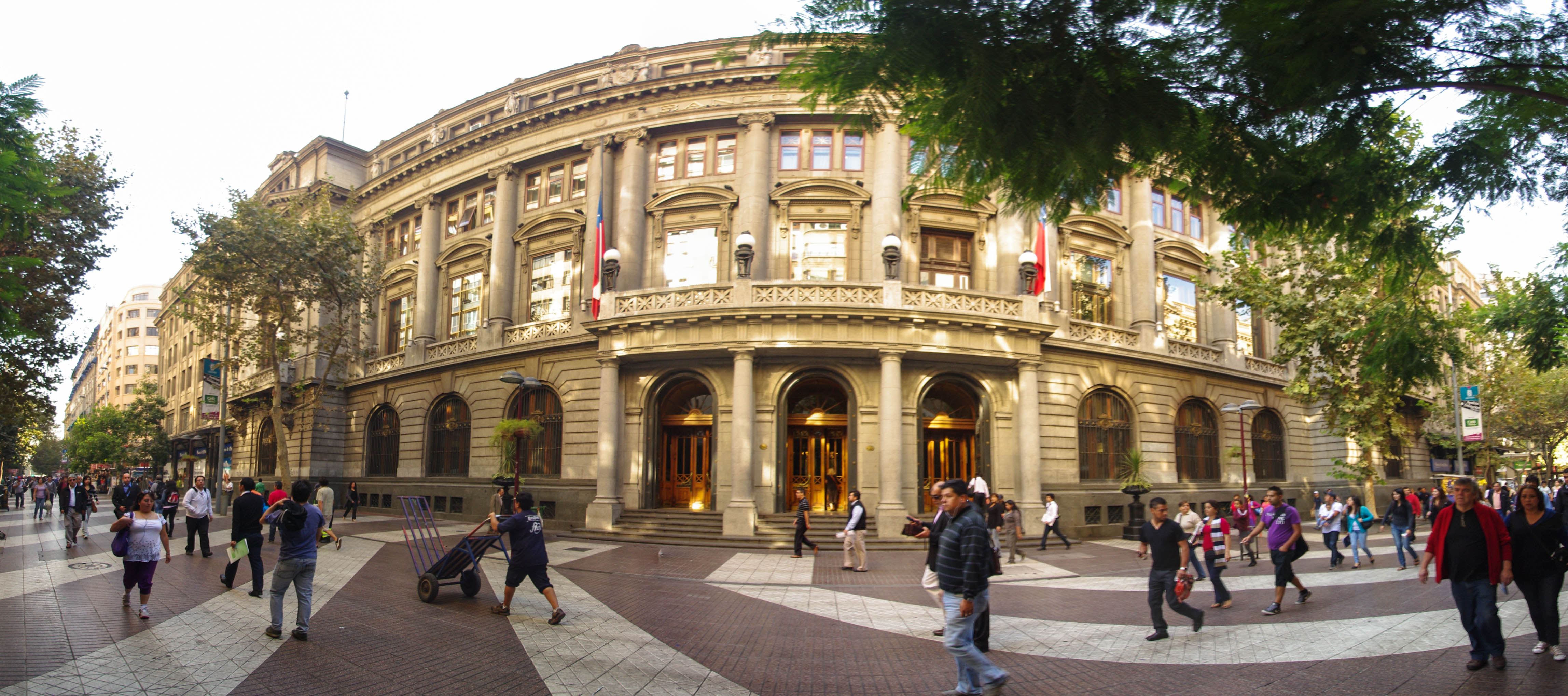
Sede do Banco de Chile em Santiago

A porcentagem de chilenos com renda familiar abaixo da linha da pobreza caiu de 45,1% em 1987 para 13,7% em 2006, de acordo com pesquisas do governo. Os críticos, no Chile, no entanto, argumentam que os valores verdadeiros de pobreza são consideravelmente mais elevados do que os oficialmente publicados, porque o governo constrói a linha de pobreza com base em uma pesquisa de consumo desatualizada. Segundo esses críticos, utilizando os dados da pesquisa de 1997, a taxa de pobreza sobe para 29%. Usando o critério relativo favorecido em muitos países europeus, 27% dos chilenos seria pobre, de acordo com Juan Carlos Feres, da Comissão Econômica para a América Latina e o Caribe (CEPAL).

### Turismo

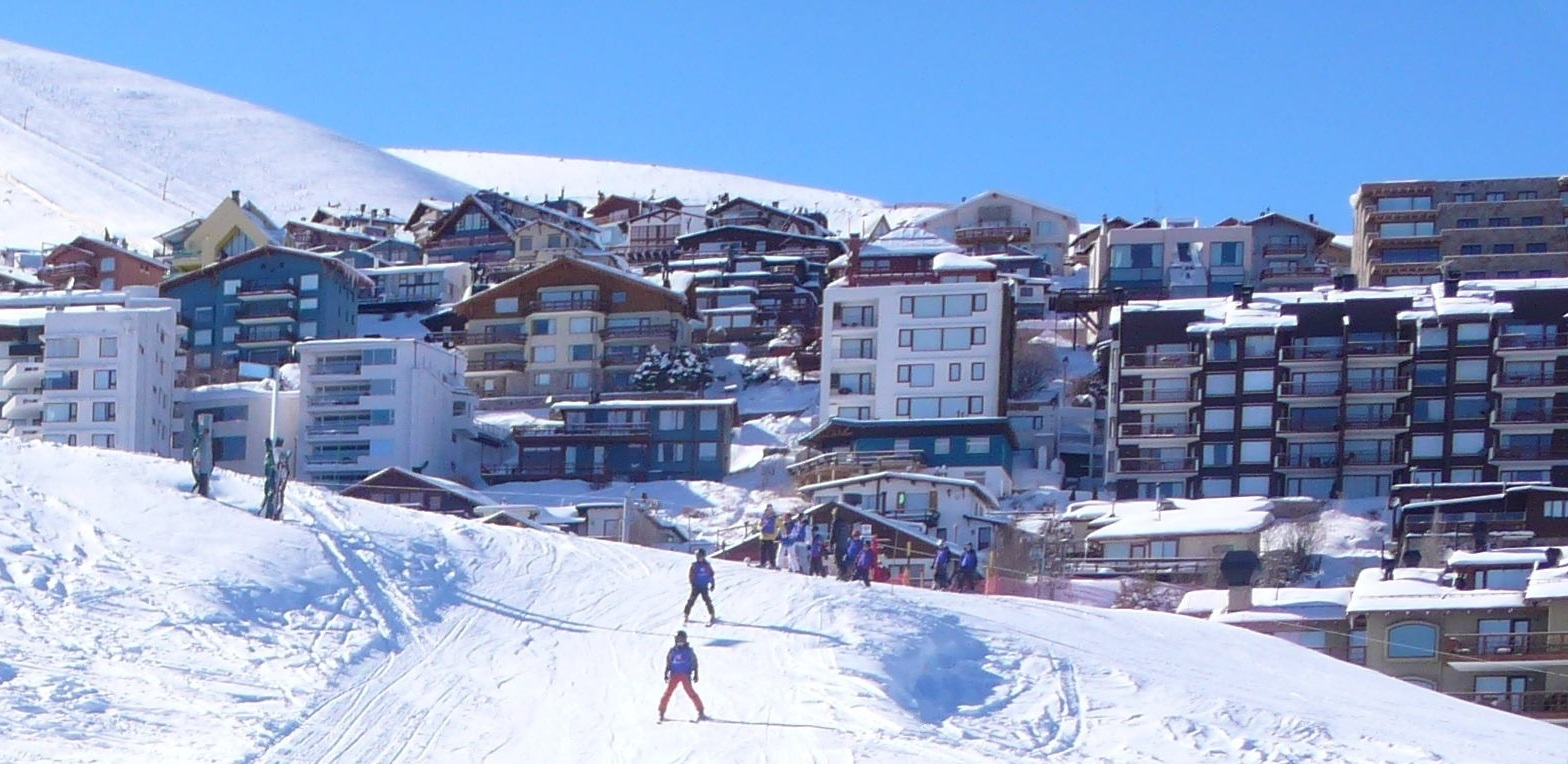
Estação de esqui La Parva, na Grande Santiago

O turismo no Chile tem experimentado um crescimento sustentado ao longo das últimas décadas. Em 2005, o turismo cresceu 13,6%, gerando mais de 4,5 bilhões de dólares, dos quais 1,5 bilhões são atribuídos aos turistas estrangeiros. De acordo com o Serviço Nacional de Turismo (Sernatur), 2 milhões de pessoas por ano visitam o país. A maioria destes visitantes vêm de outros países no continente americano, principalmente Argentina, seguido por um número cada vez maior de visitantes dos Estados Unidos, Europa e Brasil e um número crescente de asiáticos.
As principais atrações para os turistas são lugares de belezas naturais situadas nas zonas extremas do país: San Pedro de Atacama, no norte, é muito popular com turistas estrangeiros que chegam para admirar a arquitetura inca, os lagos do altiplano e o Vale da Lua. Em Putre, também no Norte, há o Lago Chungará, bem como os vulcões Parinacota e Pomerape, com altitudes de 6 348 e 6 282 m, respectivamente. Ao longo dos Andes centrais, há muitas estâncias de esqui de renome internacional, como Valle Nevado e Portillo.
No sul, os principais pontos turísticos são o Arquipélago de Chiloé e a Patagônia chilena, que inclui o Parque Nacional Laguna San Rafael, com suas muitas geleiras, e o Parque Nacional Torres del Paine. A cidade portuária de Valparaíso, com sua arquitetura original, também é popular. Finalmente, a Ilha de Páscoa, no Oceano Pacífico, é um dos principais destinos turísticos do Chile.

## Infraestrutura

### Saúde

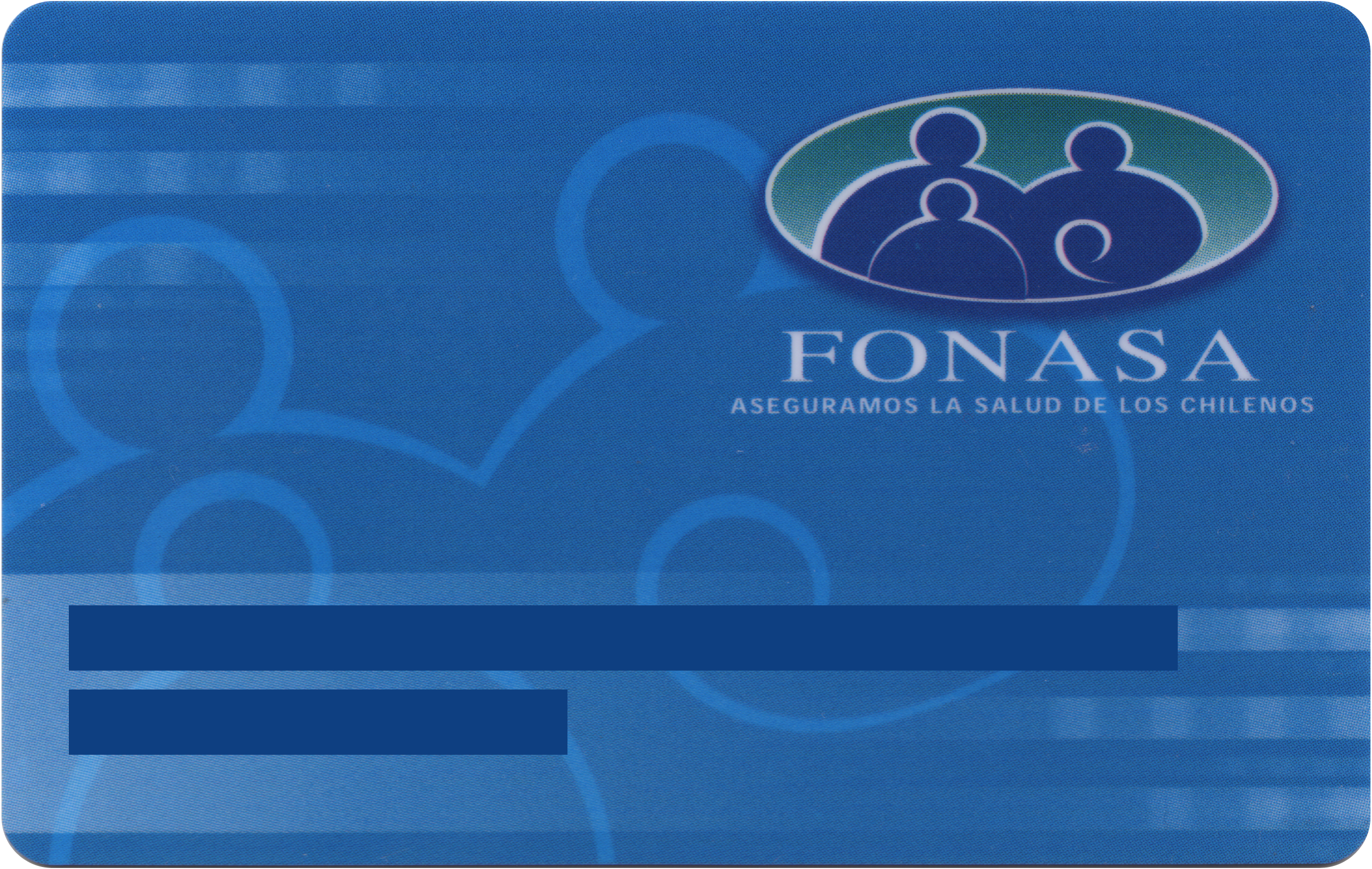
Cartão do Fondo Nacional de Salud (FONASA)

De acordo com a Organização Mundial de Saúde (OMS), o Chile ocupa o 33º lugar entre 191 países em termos do funcionamento global do sistema de saúde. O sistema de saúde chileno é misto. O serviço estatal atendia 81,9% da população em 2011, e é administrado pelo Fundo Nacional de Saúde (Fonasa) — que permite que seus beneficiários tenham acesso a ele tanto na modalidade de atendimento institucional (MAI), através da rede de hospitais, clínicas e Serviços de Atenção Primária de Emergência (SAPU), como na modalidade de livre escolha (MLE), através de clínicas e centros de saúde privados, feitos mediante acordos e compras de bônus de atenção. Enquanto isso, a saúde privada atendia 13% da população em 2011, sendo gerenciada pelas Isapres, instituições que atuam como seguradoras de saúde.
A supervisão e gestão são realizadas pelo Ministério da Saúde, pela Superintendência de Saúde e pelas Secretarias Regionais de Saúde, sendo que estas duas últimas são responsáveis pela supervisão e controle da Fonasa e pela execução das políticas públicas de saúde e cumprimento da legislação sanitária vigente, respectivamente.
Em 2010, as cinco principais causas de morte no Chile eram doenças cerebrovasculares, isquémica cardíaca, cirrose e outras doenças hepáticas, doenças hipertensivas e pneumonia. No Chile, a taxa de morbidade atinge 1,57%, existindo um médico para cada mil habitantes. Os gastos em saúde pública correspondem a 7,2% do PIB. Embora o direito à saúde seja protegido pela Constituição, há problemas associados à saúde pública, como a falta de médicos especialistas, a escassez de medicamentos, as listas de espera e um número insuficiente de leitos nos hospitais.

### Educação, ciência e tecnologia

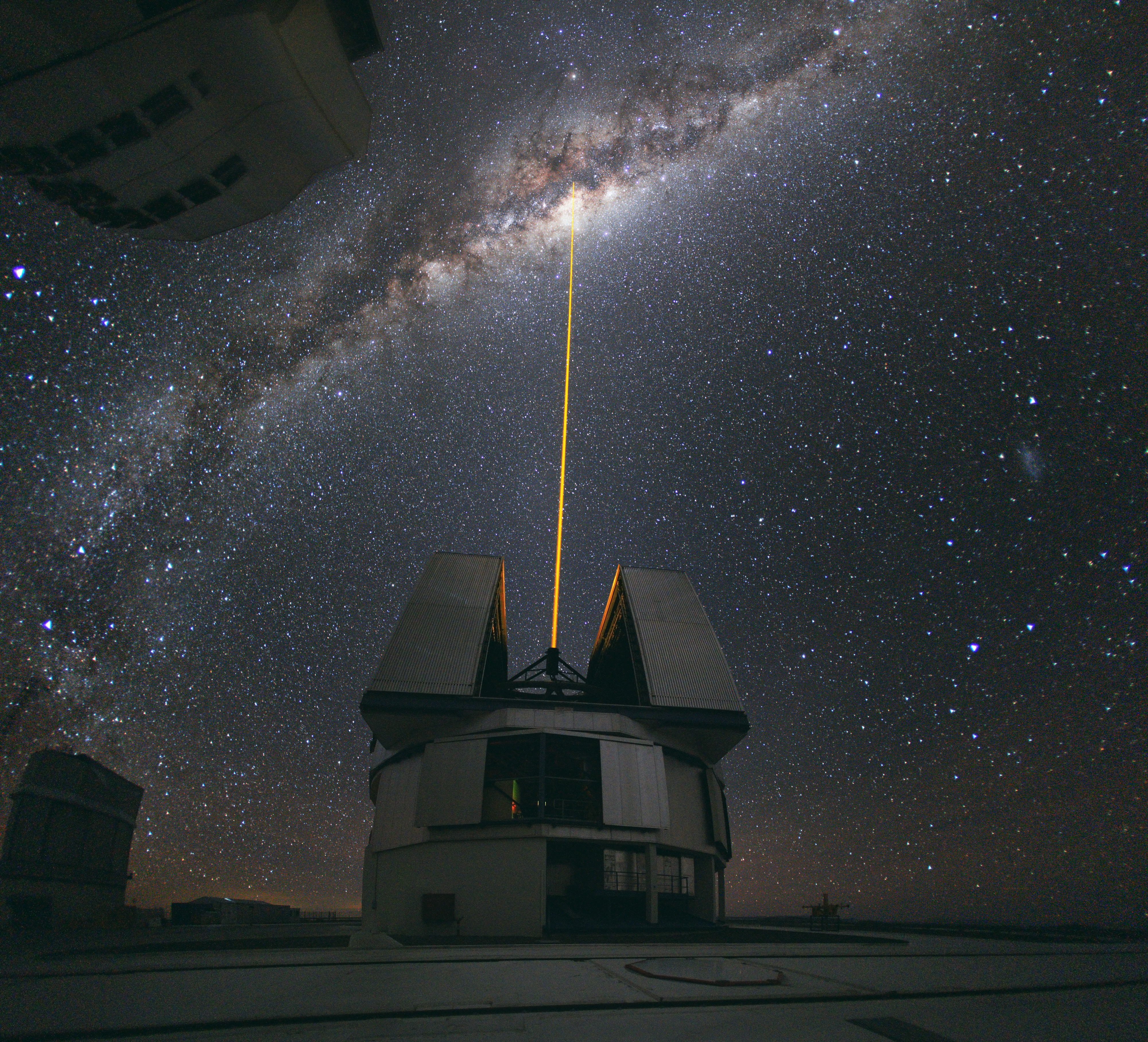
Laser apontando o centro da Via Láctea a partir do Very Large Telescope (VLT), um avançado complexo astronômico localizado no deserto do Atacama e mantido pelo Observatório Europeu do Sul

O Chile foi o quarto país na América Latina e o trigésimo oitavo no mundo por número de publicações científicas em 2011. O país mantém doze estações científicas de pesquisa — quatro bases permanentes (operacionais ao longo de todo o ano) e oito com caráter temporário (operacionais apenas no verão) — e sete abrigos na Antártida, enquanto no deserto do Atacama há mais de uma dezena de observatórios astronômicos — como o Very Large Telescope (VLT), o mais avançado e poderoso complexo astronômico do mundo, o Atacama Large Millimeter Array (ALMA), o maior projeto astronômico do planeta, e o La Silla, entre outros. O Chile detém 40% da observação astronômica mundial e, nas próximas décadas, o setor visa desenvolver outros grandes projetos — como o Telescópio Gigante Magalhães, o Large Synoptic Survey Telescope (LSST), o European Extremely Large Telescope (E-ELT) e a ampliação do ALMA — o que fará com que o país concentre cerca de 60% da observação astronômica total do mundo. Desde meados da década de 1990, o Chile teve três satélites artificiais: FASat — Alpha (1995), o FASat -Bravo (1998) e Sistema Satelital de Observación Terrestre (SSOT, 2011).
No desenvolvimento da biotecnologia, destaca-se o bioquímico chileno Pablo Valenzuela, que participou da criação da vacina contra a hepatite B, da detecção da hepatite C e no desenvolvimento de um processo para a produção de insulina humana a partir de leveduras, além disso, sob a sua liderança, os cientistas clonaram e sequenciaram o HIV, o vírus causador da AIDS.
A mineração chilena tem gerado inovação tecnológica e contribuições para a indústria em todo o mundo. A Codelco, a empresa estatal de exploração de cobre, patenteou processos metalúrgicos e químicos para a obtenção de cobre, com menos gasto de petróleo, além de projeto piloto de mineração piloto robótica, que opera máquinas através de um software de controle automático de geolocalização. A alta incidência de terremotos no país tem incentivado o desenvolvimento e a aplicação de tecnologia anti-sísmica em obras maiores, como sistemas de molas e amortecedores em arranha-céus desenvolvidos por engenheiros chilenos.

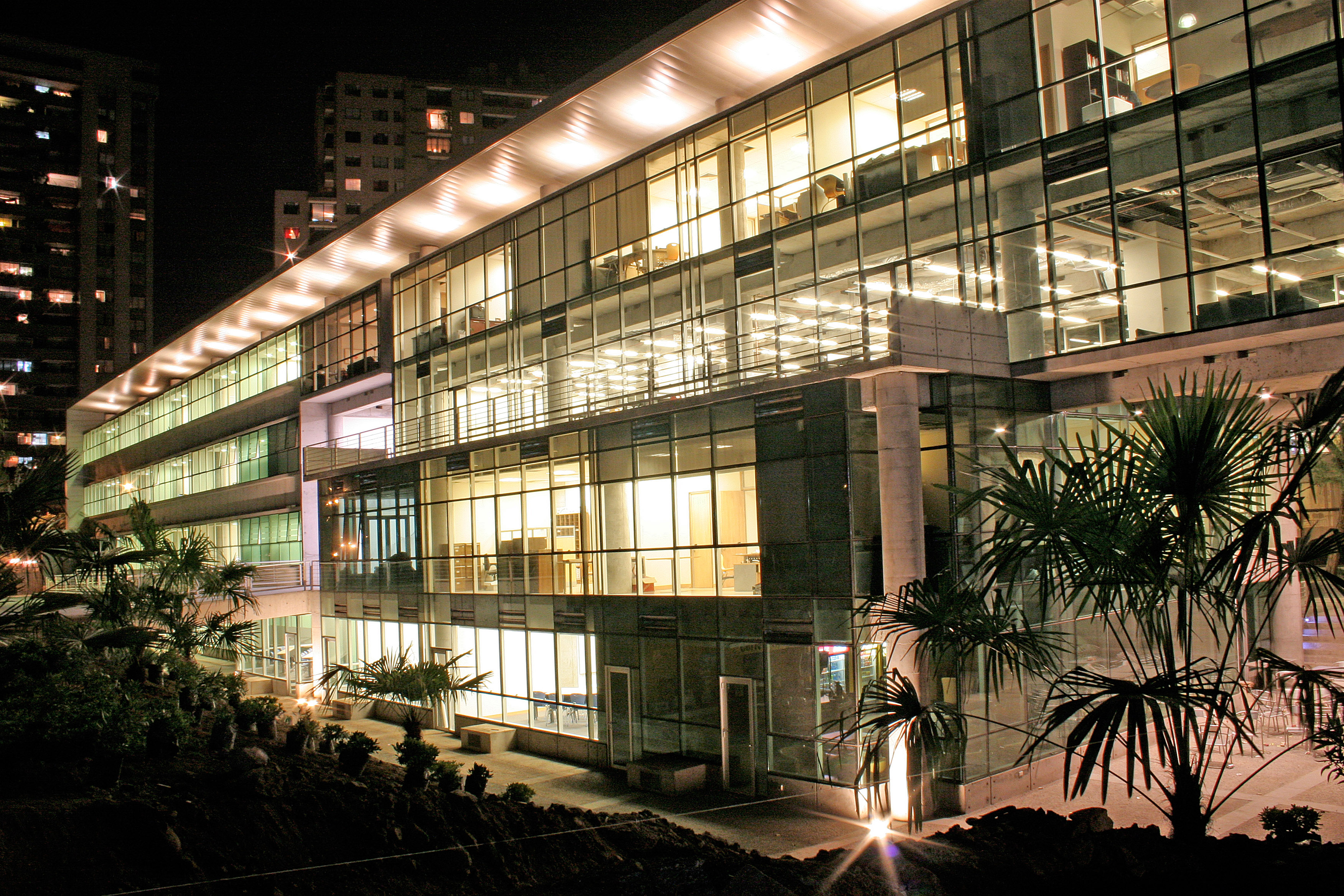
Faculdade de Economia e Negócios da Universidade do Chile

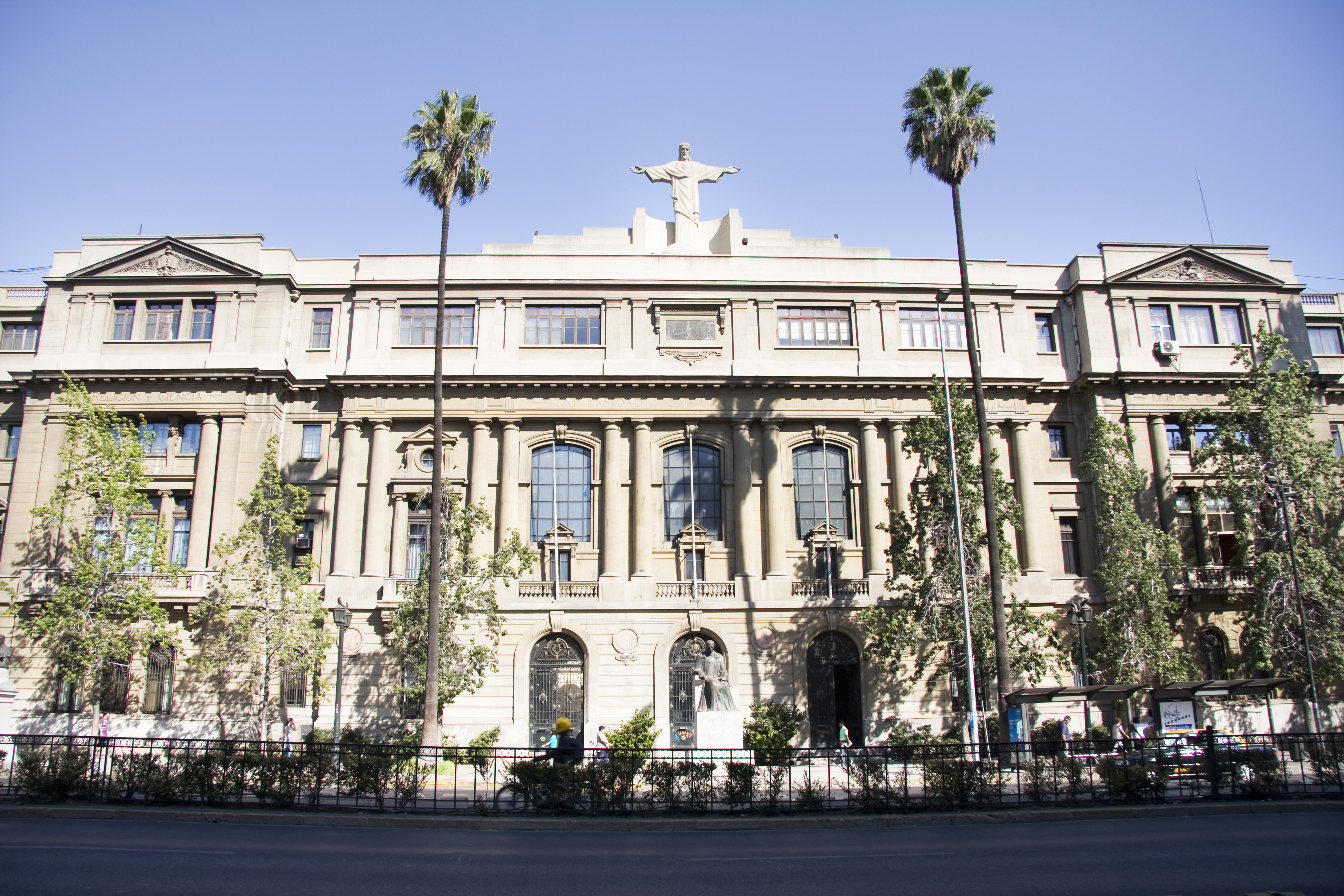
Pontifícia Universidade Católica do Chile (PUC)

O país tem sido um pioneiro regional no uso de telecomunicações móveis desde a década de 1990. Foi o primeiro país da América a oferecer serviços GSM em 1997, o primeiro com 3.5G UMTS/HSDPA na América Latina em 2006 e o primeiro com serviço HSPA+, o mais rápido na região, em 2010. Em 2012, os operadores locais começaram a oferecer o serviço da geração 4G.
A educação chilena é regida pela Lei Geral de Educação de 2009 (LGE). O sistema educacional chileno possui quatro níveis de ensino: pré-escolar, básico, intermediário e superior, dos quais os três primeiros são obrigatórios. 331 Em 2013, o país possuía 16 474 estabelecimentos de ensino, sendo que 4 198 eram unidades de ensino pré-escolar, 12 114 eram escolas primárias e secundárias e 162 era instituições de nível superior — incluindo centros de formação técnica, institutos profissionais, universidades e instituições de ensino superior das Forças Armadas. No mesmo período, a matrícula nacional era de 4 967 798 alunos em números absolutos, dos quais 245 906 estavam matriculados no ensino pré-escolar, 3 537 087 em escolas de ensino básico e intermediário e 1 184 805 em cursos de nível superior.
Tanto o direito à educação quanto a liberdade de educação estão protegidos na Constituição do Chile. Apesar disso, o país registra uma série de problemas relacionados à qualidade e ao acesso à educação, especialmente no nível superior. No período 2005–2013, a taxa de alfabetização da população acima de 15 anos era de 98,6% (98,5% para mulheres e 98,6% para homens), enquanto entre as pessoas de 15 a 24 anos era de 98,9% para ambos os sexos. Em 2018, a expectativa de vida escolar, do ensino primário ao ensino superior, compreendia um total de 17 anos de estudos, com o país ocupando a terceira melhor posição na América do Sul, atrás apenas da Argentina e Uruguai. Em 2017, o país destinava 5,40% de seu Produto interno bruto (PIB) para despesas e investimentos no setor de educação pública. Na América do Sul, apenas a Bolívia (7,30%), o Brasil (6,30%) e a Argentina (5,50%) registram índices de investimento em educação pública maiores que o Chile.

### Energia

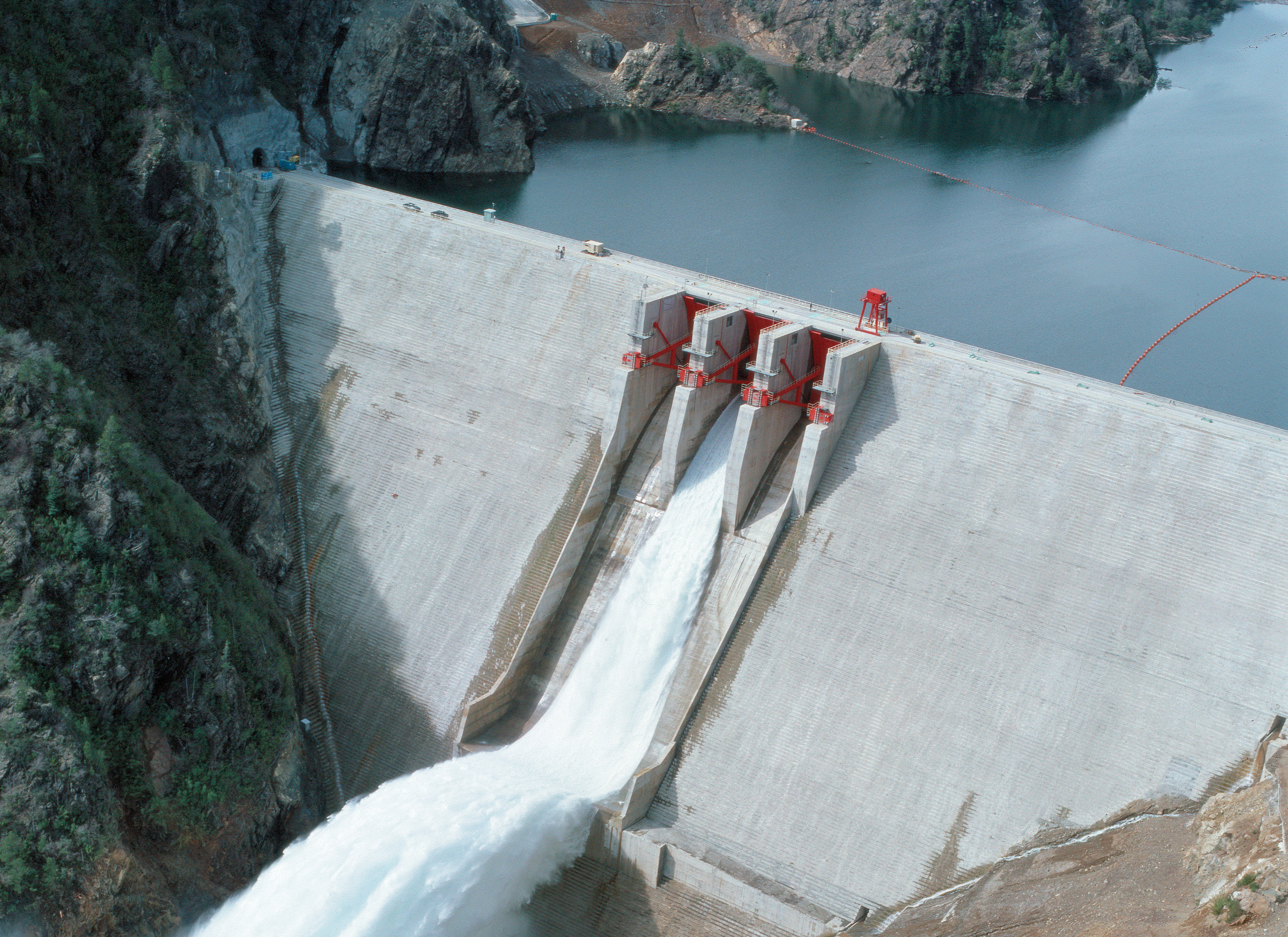
Usina Hidrelétrica Ralco

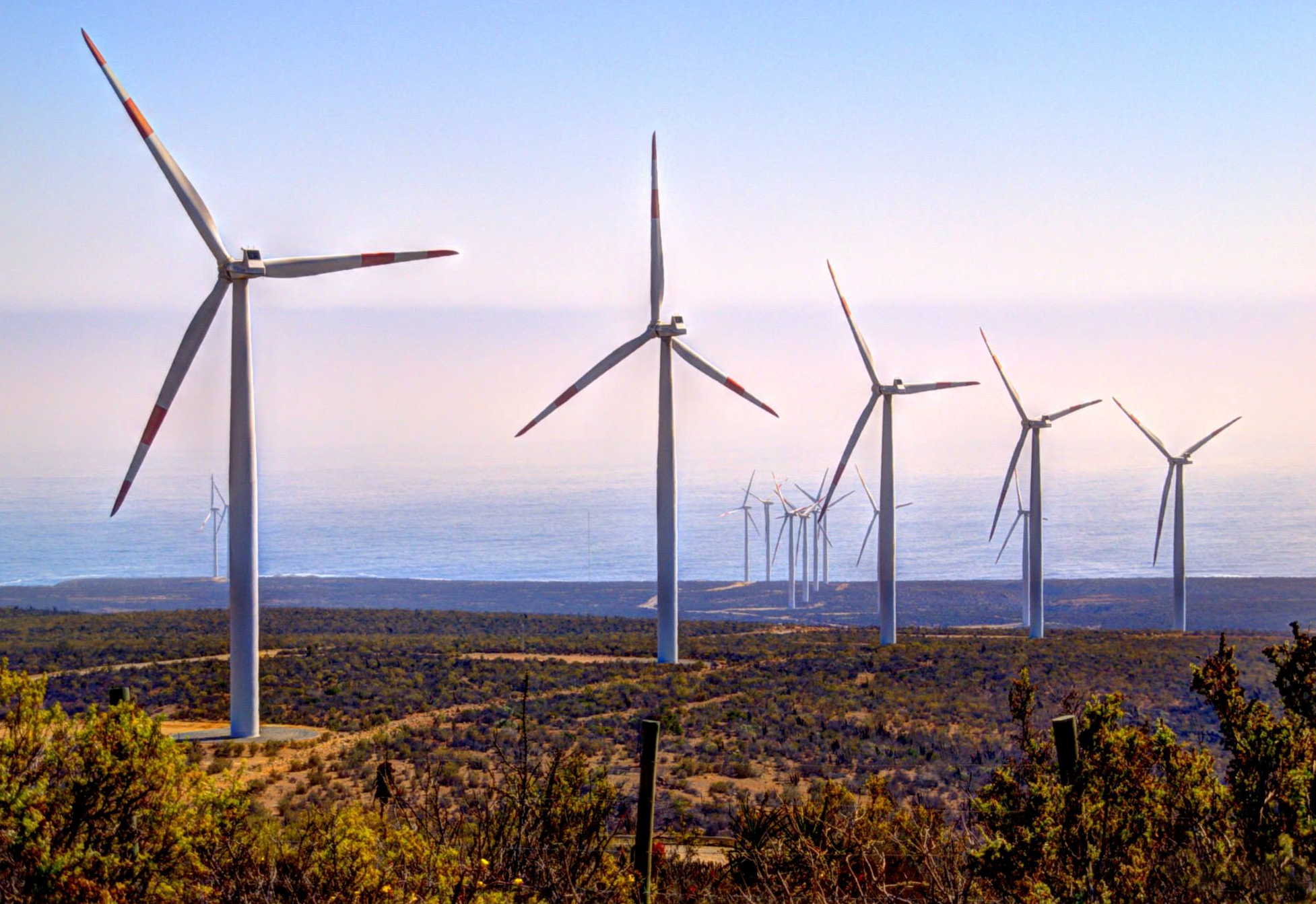
Parque eólico em Canela

O Chile é dependente de energia, carecendo de grandes reservas de recursos não renováveis. Por isso, o preço dos combustíveis fósseis é totalmente dependente da conjuntura internacional. Quase 53% do gás natural consumido no país é importado. Durante grande parte da década de 2000, o principal fornecedor foi a Argentina, por meio de um gasoduto, mas a inauguração do terminal de regaseificação de gás natural liquefeito no porto de Quintero, em 2009, permitiu a diversificação da matriz de fornecedores em todo o mundo. Em 2011 as reservas foram estimadas em 97 970 000 000 m³.
No Chile existem três sistemas elétricos: o Sistema Elétrico Nacional, o Sistema Elétrico de Aysén e o Sistema Elétrico de Magalhães. A produção de eletricidade é estimada em 60 280 GWh, gerada principalmente por usinas hidrelétricas e, em menor proporção, por termelétricas, enquanto o consumo de eletricidade atinge 56 350 GWh. Apesar da quantidade de eletricidade gerada pela hidroeletricidade, menos de 20% do potencial hídrico do país tem sido aproveitado para evitar a destruição dos sistemas ecológicos devido à criação de reservatórios, como o de Aysén. Um marco na hidreletricidade para a geração de energia elétrica no Chile é a Usina Hidrelétrica de Chivilingo, construída em 1896, tornando-se a primeira do tipo no país e a segunda na América do Sul.
O país não possui usinas nucleares, embora o debate sobre a viabilidade técnica do uso seguro dessa energia tenha sido iniciado em 2006. Começaram na época alguns planos de instalação de usinas de recursos renováveis no Chile, como a usina solar térmica Pampa Elvira Solar — que atende à Divisão Gabriela Mistral, em Sierra Gorda. Projeções mais antigas calculavam que, em 2025, 20% da energia comercializada do país viriam de fontes renováveis não convencionais locais.
As energias renováveis hoje são vistas pelo país como a solução para suas deficiências neste campo. A energia solar é considerada a futura base energética do país: o Deserto do Atacama possui a maior irradiação solar do mundo. Em 2021, o Chile tinha, em energia elétrica renovável instalada, 6 807 MW em energia hidroelétrica (28º maior do mundo), 3 137 MW em energia eólica (28º maior do mundo), 4 468 MW em energia solar (22º maior do mundo), e 375 MW em biomassa. Em junho de 2021, o país instalou a 1ª usina de energia termossolar da América Latina. Entre 2016 e 2021, a participação da energia solar e eólica na matriz energética do país aumentou dez vezes, e a projeção é de que a energia renovável atinja 70% da matriz elétrica chilena até 2030. Segundo cálculos, o país seria capaz de produzir 70 vezes mais eletricidade do que precisava em 2021.

### Transportes

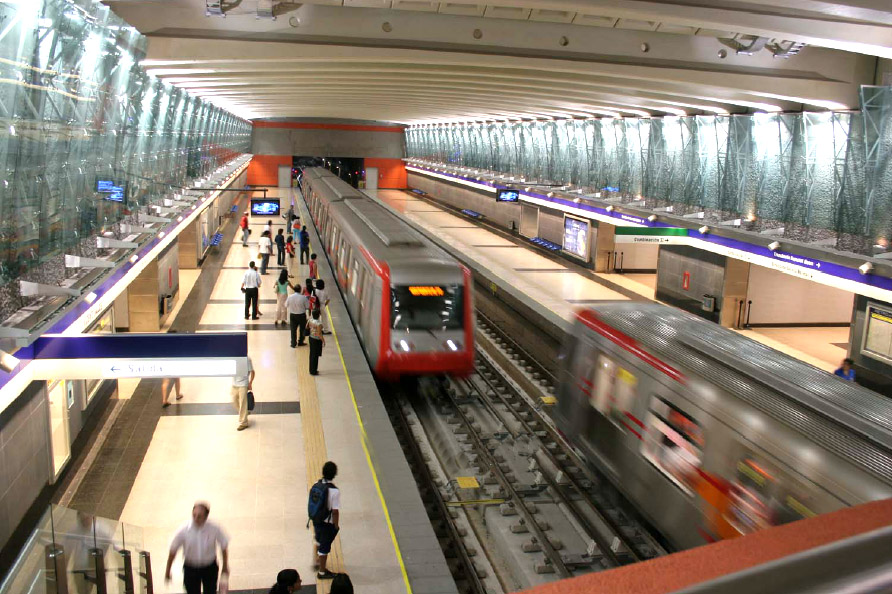
Trem do Metrô de Santiago, o segundo maior sistema de metrô da América Latina, com 103 km de extensão

O Chile tinha 483 helipontos e aeroportos em 2013, com 90 destes possuindo pista pavimentada e 391 com pistas não pavimentadas, fazendo deste o 14º país no mundo em número de aeroportos. Entre os principais centros aeroviários do país estão Chacalluta na cidade de Arica, Diego Aracena em Iquique, Andrés Sabella em Antofagasta, Carriel Sur em Concepción, El Tepual em Puerto Montt, Presidente Carlos Ibáñez em Punta Arenas, Mataveri na ilha de Páscoa, o aeroporto mais remoto do mundo; e o Aeroporto Internacional Comodoro Arturo Merino Benítez em Santiago, com uma taxa de movimentação de 12 105 524 passageiros em 2011.
Em 2014, o sistema ferroviário chileno tinha uma extensão de 7 282 km de linhas ferroviárias, que atravessam grande parte do país e foram o motor do seu crescimento econômico, são utilizados atualmente principalmente para o transporte de cargas para os portos do país, após uma crise que este meio de transporte viveu em meados dos anos 1970 e que quase levou à sua extinção. Desde o início de 1990, as linhas ferroviárias passaram por um processo de recuperação, com a restauração dos serviços de transporte de passageiros pela empresa Empresa de los Ferrocarriles del Estado (EFE) entre Santiago e Puerto Montt. O transporte ferroviário urbano também tem experimentado uma expansão nos últimos anos no país, com a abertura de sistemas como o Biotrem (1999) e o Metrô de Valparaíso (2005), além da ampliação da rede do Metrô de Santiago (1975) para 103 km em 2011.

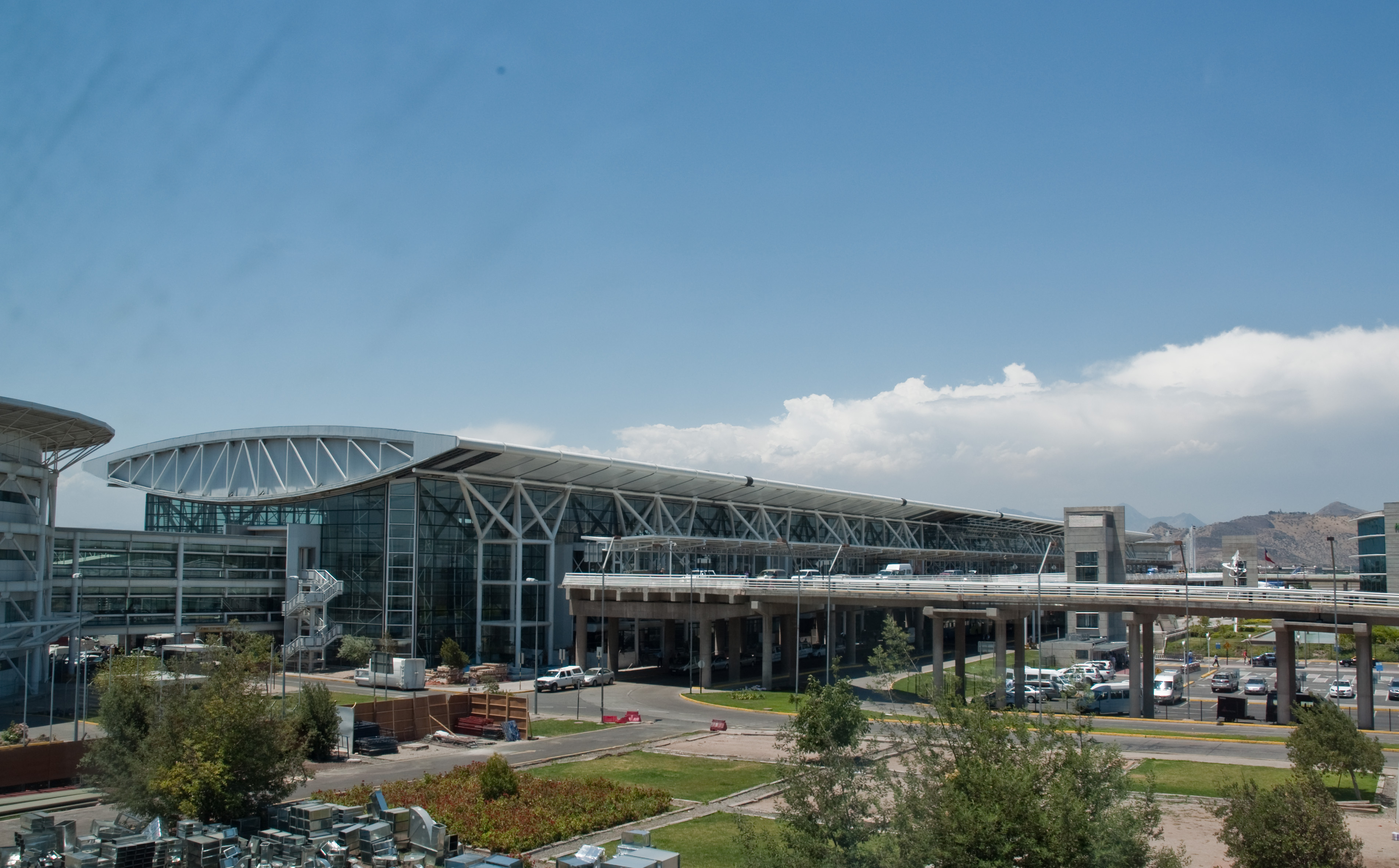
Um dos terminais do Aeroporto de Santiago

Em 2020, o Chile tinha 85 984 km de rodovias, com 21 289 km pavimentados. No mesmo ano, o país tinha 3 347 km de rodovias duplicadas, a segunda maior rede da América do Sul, atrás apenas do Brasil. Desde meados da década de 1990, tem havido uma melhoria significativa nas vias do país, através de processos de licitação que permitiram a construção de uma eficiente malha rodoviária, com destaque para a duplicação de 1 900 km contínuos da Rodovia Panamericana (Ruta 5) entre Puerto Montt e Caldera (além de estar sendo planejada a duplicação na área do Deserto do Atacama), os trechos entre Santiago, Valparaiso e a Costa Central, e o acesso norte à Concepción e o grande projeto da rede de autoestradas urbanas de Santiago, aberto entre 2004 e 2006. Outra avenida de grande importância é a Carretera Austral que conecta a região de Aysén ao resto do país, apesar de ser cortada em alguns trechos por balsas.
Apesar dos 6 435 km de costa litorânea, a navegação é raramente utilizada como um meio de transporte de passageiros no Chile, excepto na zona do sul, que serve como uma ligação entre várias ilhas. Por outro lado, para o Chile é de grande importância a marinha mercante, que tinha 48 navios em 2010 que transporta 95% das exportações e importações do país. O Chile conta com 39 portos, 27 privados e doze estatais. Entre eles, os principais são (de norte a sul): Guasco, Puerto Ventanas, Valparaíso, San Antonio, Lirquén, San Vicente e Coronel.

### Mídia e comunicações

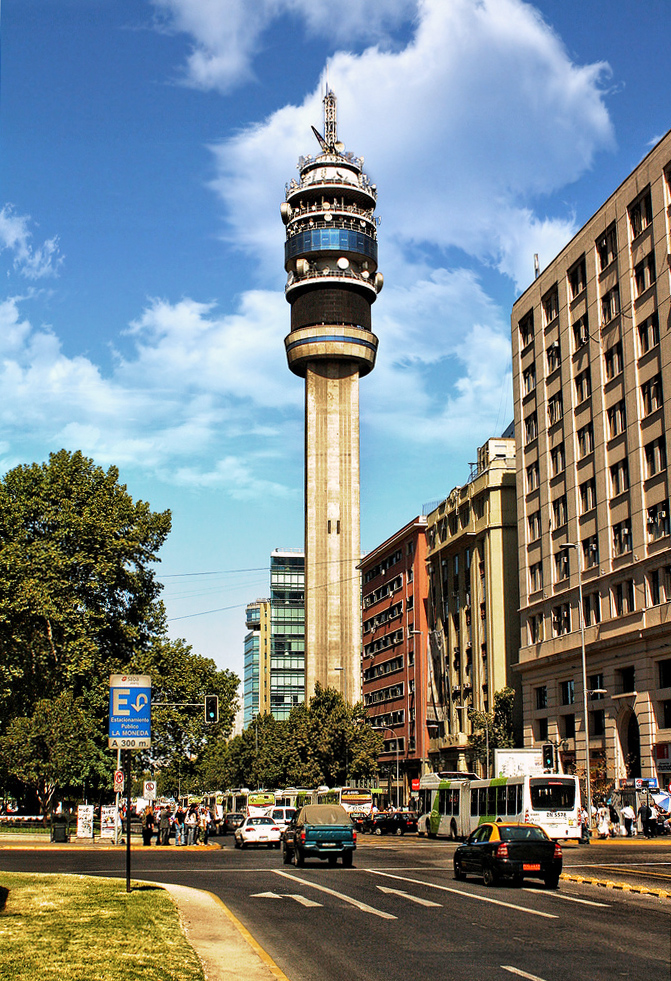
Torre Entel em Santiago

Os meios de comunicação de massa tradicionais no Chile são a imprensa escrita, o rádio e a televisão. Com origem no primeiro jornal nacional — Aurora de Chile, cujo primeiro número foi publicado em 13 de fevereiro de 1812 — a imprensa chilena se concentra principalmente em dois consórcios jornalísticos, Copesa e El Mercurio Sociedad Anónima Periodística, cujos principais jornais de circulação nacional são, respectivamente, La Tercera e El Mercurio. A edição de Valparaíso deste último é o jornal atual mais antigo do país e do mundo em língua espanhola, publicada a partir de 12 de setembro de 1827. Além disso, existem várias publicações de circulação regional. As revistas — semanais, quinzenais ou mensais — são de circulação nacional.
A primeira transmissão oficial de rádio no Chile ocorreu em Santiago em 19 de agosto de 1922, enquanto a primeira estação de rádio do país, a Rádio Chilena, foi inaugurada em 26 de março de 1923. Décadas depois, El Conquistador começou a transmitir, sendo a primeira rádio chilena estação a transmitir em frequência modulada em 1º de março de 1962. Esta mesma estação foi a primeira a transmitir em som estéreo em 1963. Em 2006, 1.490 estações de rádio estavam registradas no país —175 AM e 1 315 FM—, 4 a maioria das eles afiliados com a Archi. Em 2015, a Lei 20 810 estabeleceu um mínimo de 20% da música nacional nas rádios.
A televisão é o principal meio de comunicação do país. Sua primeira transmissão foi realizada em Valparaíso em 5 de outubro de 1957 e se popularizou após a Copa do Mundo de 1962. A televisão chilena tem sete estações de televisão com cobertura nacional: a estatal Televisión Nacional de Chile (1969); a privada TV+ (1957), a mais antiga do país, dependente da Pontifícia Universidade Católica de Valparaíso; o El 13 (1959), dependente do Grupo Luksic e da Pontifícia Universidade Católica do Chile; o Chilevisión (1960); a Mega (1990); a La Red (1991) e o Telecanal (2005); todos agrupados na Anatel, além de várias outras de caráter regional. A televisão chilena é transmitida no sistema NTSC in Color desde 1978, em estéreo desde 1985 e em HD desde 2009. Sábado Gigante (1962–2015), o programa mais antigo da história da televisão chilena, foi certificado pelo Guinness World Records como o "programa de variedades mais antigo da televisão mundial".

## Cultura
Durante o período entre o início de assentamentos agrícolas e final do período pré-hispânico, o norte do Chile era uma região de cultura andina que foi influenciada pelas tradições altiplanas e se espalhou para os vales costeiros do norte. Enquanto a região sul era uma área de atividade cultural mapuche. Durante o período colonial, após a conquista, e durante o início do período republicano, a cultura do país foi dominada pelos espanhóis. Outras influências europeias, principalmente inglesa, francesa e alemã começaram a surgir no século XIX e continuam até hoje. Imigrantes alemães influenciaram a arquitetura em estilo bávaro rural e a gastronomia do sul do Chile, em cidades como Valdivia, Frutillar, Puerto Varas, Osorno, Temuco, Puerto Octay, Llanquihue, Faja Maisan, Pitrufquén, Victoria, Pucón e Puerto Montt.

### Literatura
|                                                                            |  | |
| Pablo Neruda, poeta chileno ganhador do Prêmio Nobel de Literatura de 1971 |  | A escritora chilena Gabriela Mistral foi a primeira latino-americana a ganhar o Prêmio Nobel de Literatura |

O Chile é tido pelos chilenos como um "país de poetas", devido a importância que vários escritores do gênero lírico tiveram ao longo de sua história. Durante a colonização, destacaram-se poemas épicos como La Araucana (1569), de Alonso de Ercilla e Arauco Domado (1596), de Pedro de Oña, o primeiro poeta nascido no atual território chileno. Séculos depois, quatro poetas chilenos se destacaram: Vicente Huidobro, Pablo de Rokha, Gabriela Mistral — a primeira chilena a ganhar o Prêmio Nobel de Literatura, em 1945 — e Pablo Neruda, o mais famoso poeta chileno, que conquistou o Prêmio Nobel de Literatura em 1971 e considerado um dos principais nomes da literatura ocidental de todos os tempos. Outros poetas proeminentes são Enrique Lihn, Jorge Teillier e Gonzalo Rojas, vencedores do Prêmio Miguel de Cervantes, além de Nicanor Parra, vencedor do Premio Nacional de Literatura de Chile em 1969.
No gênero narrativo, destacam-se Isabel Allende, considerada a escritora de língua espanhola mais lida do mundo; Alberto Blest Gana, Francisco Coloane, José Donoso — cujo romance El obsceno pájaro de la noche é uma das obras essenciais do cânone da literatura ocidental do século XX; Jorge Edwards, vencedor do Prêmio Miguel de Cervantes (1999); Marcela Paz, conhecida por sua obra Papelucho; além de Manuel Rojas e Luis Sepúlveda. Também reconhecido internacionalmente, Roberto Bolaño e suas traduções para o inglês tiveram uma excelente recepção da crítica.
Por sua vez, no gênero dramático se destacam Isidora Aguirre, Juan Rafael Allende, Luis Alberto Heiremans, Juan Radrigán Rojas, Alejandro Sieveking, Sergio Vodanović e Egon Wolff, entre outros. Isidora Aguirre teve uma de suas obras retratada em um musical que, inclusive, marcou a história do teatro chileno na segunda metade do século XX, La pergola de las flores (1960), devido a seu sucesso no exterior. Roberto Parra também se destaca, especialmente pelo fato de que sua obra, La negra Ester (1988), foi a mais assistida na história do teatro do Chile. La muerte y la doncella (1990), de Ariel Dorfman, foi a obra chilena mais representada internacionalmente.
As contribuições mais significativas para a filosofia manifestaram-se a partir da segunda metade do século XX. Com a chegada dos filósofos chilenos que estudaram na Europa, as ideias revolucionárias e reformistas da época se instalaram no país, muitas das quais conseguiram materializar-se em publicações que inspiraram jovens políticos da época. Entre os filósofos mais destacados estão Jorge Millas, Jorge Rivera Cruchaga, Roberto Torretti e sua esposa, Carla Cordua.

### Música

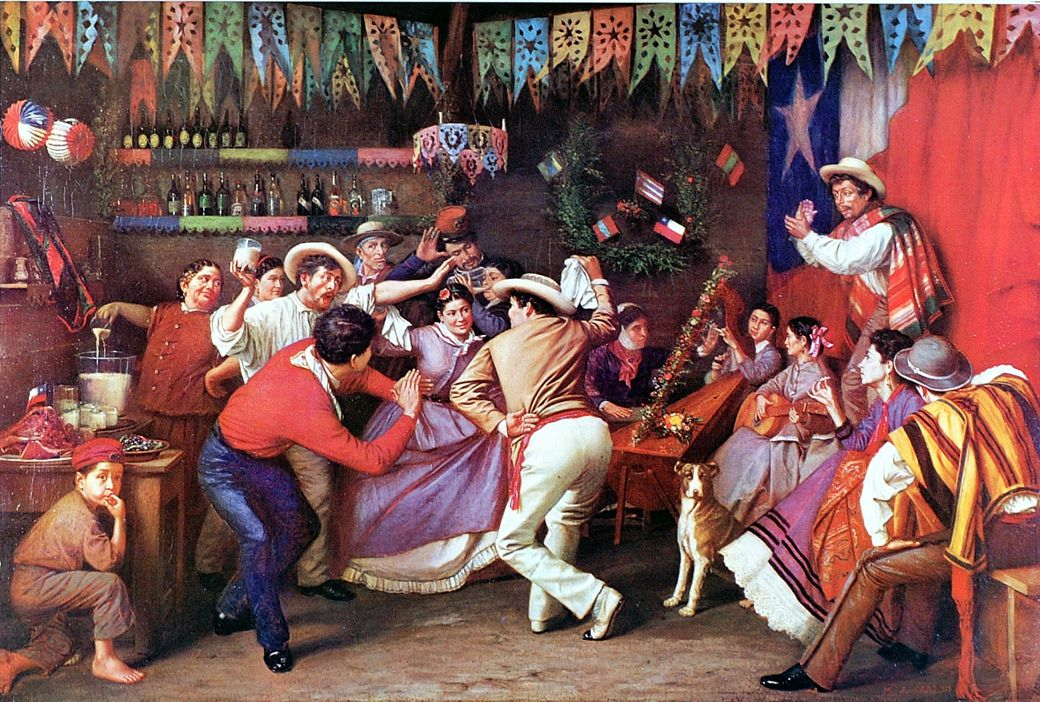
La zamacueca, de Manuel Antonio Caro, representa um espaço festivo popular chileno

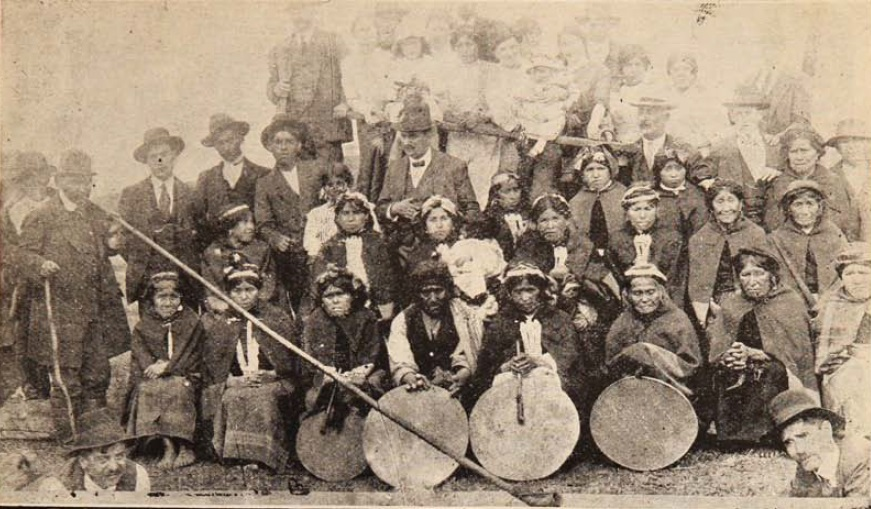
Músicos mapuches em 1916

A música folclórica do Chile é caracterizada por misturar sons tradicionais indígenas com aqueles oriundos da Espanha. A cueca, dança nacional desde 1979, é disso um bom exemplo: tem características próprias consoante a zona do país em que está representada. Desde 1987, a Sociedade Chilena de Autores e Intérpretes Musicais (SCD) se dedica a registrar a propriedade intelectual de cada obra e de seu autor. Além de arrecadar os direitos gerados pela mídia nacional, a organização é voltada a divulgar e promover o desenvolvimento da música chilena. Outras de suas incumbências incluem a formação de novos músicos e a visão social e sanitária de seus parceiros.
O folclore tradicional foi executado ao longo do tempo por vários artistas e conjuntos musicais, como Margot Loyola, Nicanor Molinare Rencoret e os Los Huasos Quincheros. Desde o início dos anos 1960, com o chamado Neofolclore e especialmente durante a década de 1970, com o chamado Nueva Canción Chilena, houve um ressurgimento da música folclórica no país, com artistas investigando as origens musicais chilenas e compondo e apresentando seus próprios temas inspirados nessas investigações. Este movimento inclui músicos como Victor Jara, Patricio Manns, Violeta Parra e grupos como Illapu, Inti-Illimani, Los Jaivas e Quilapayún. Diferentes grupos de dança também cultivaram e disseminaram a herança musical chilena, como o Balé Folclórico Nacional (1965) e o Bafochi (1987).
Na década de 1980, grupos consolidaram o jazz fusion com forte influência latino-americana, como Congress e Fulano, que anos depois passou a se chamar Latin American fusion. Por outro lado, a influência de sons de origem anglo-saxônica mais massivos, como o pop e o rock, permitiu a formação de grupos como Los Prisioneros, Los Tres, La Ley, Lucybell, Stone Pig, Los Bunkers, entre outros. Outros importantes representantes da música popular de origem latino-americana são Lucho Gatica, Antonio Prieto, Los Ángeles Negros, Myriam Hernandez e La Sonora de Tommy Rey.
Da mesma forma, o Chile contou com compositores e intérpretes de diversos ramos da música erudita, como os músicos Pedro Humberto Allende, Domingo Santa Cruz, Enrique Soro e Alfonso Leng; os pianistas Claudio Arrau, considerado um dos destaques de sua geração, Rosita Renard e Alfredo Perl; além do tenor Ramón Vinay, entre outros. Nesta área, destaca-se o Festival Internacional da Canção de Viña del Mar, que se realiza desde 1960, considerado o mais conhecido evento musical da América Hispânica.

### Culinária

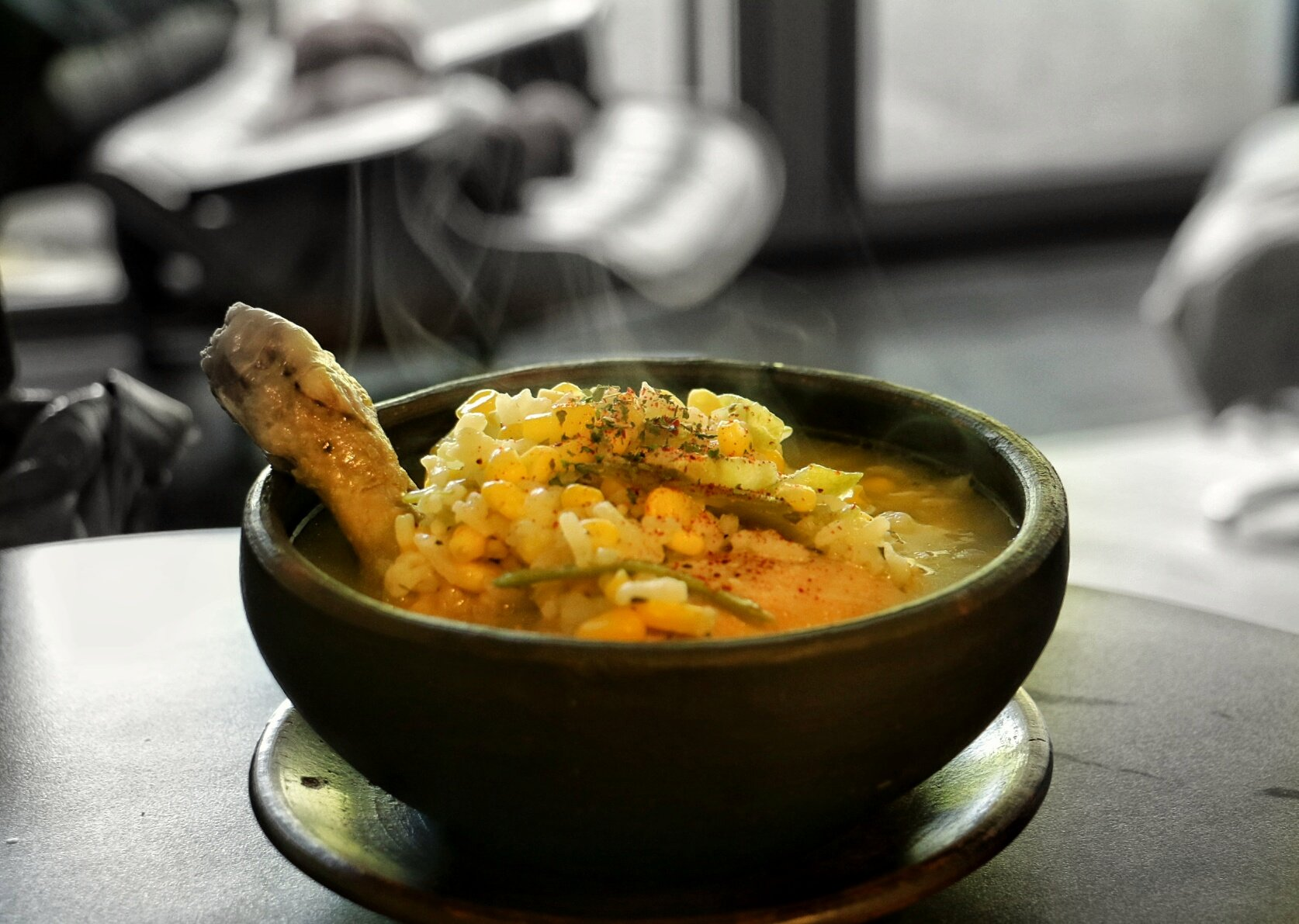
Cazuela chilena

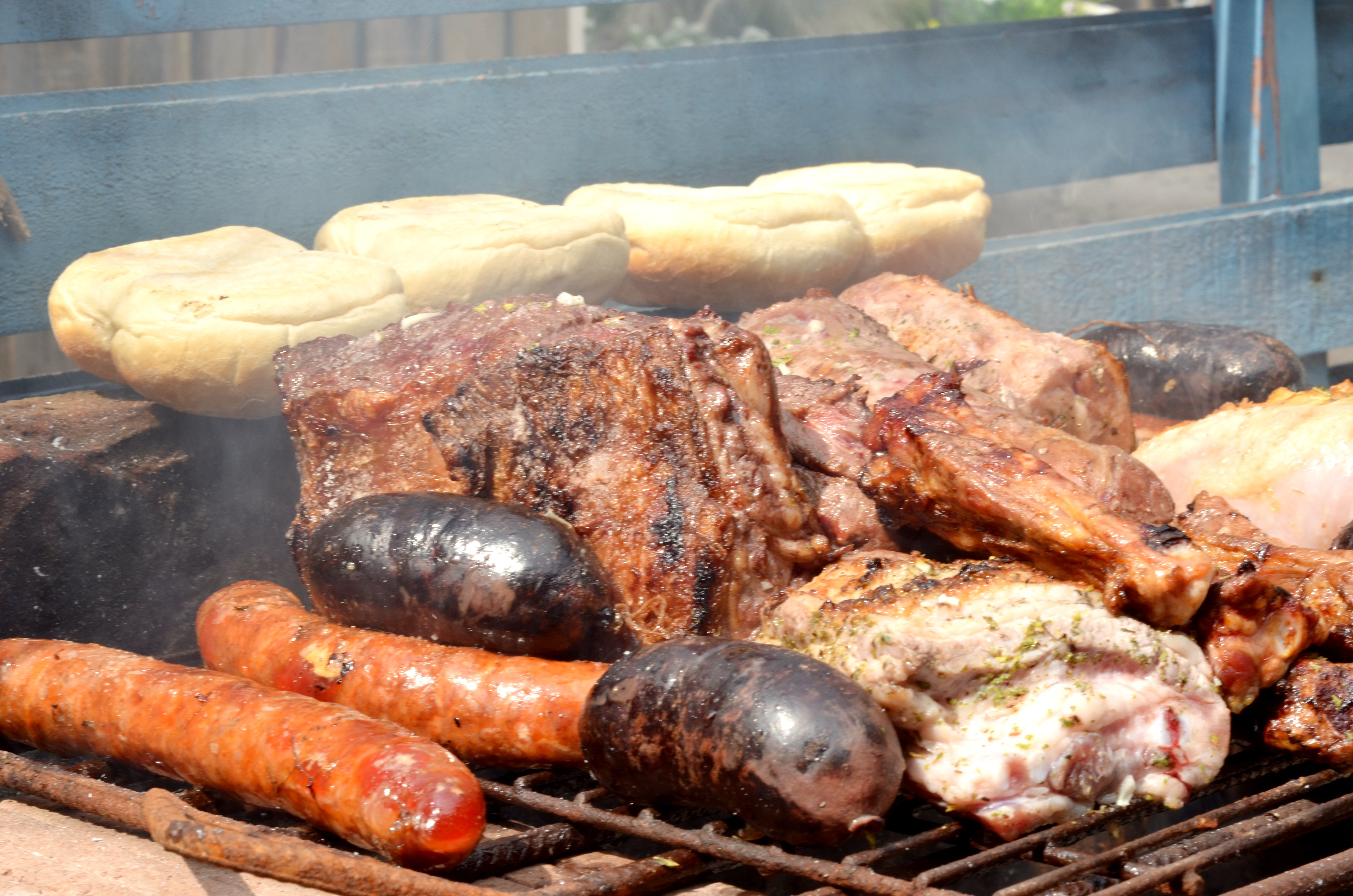
Churrasco chileno com marraqueta

A culinária chilena é um reflexo da variedade topográfica do país, caracterizando uma variedade de frutos do mar, carne, frutas e legumes, tendo sofrido uma notável influência de hábitos culinares indígenas e europeias, especialmente da culinária colonial espanhola. Os principais ingredientes da cozinha tradicional chilena correspondem a alimentos próprios da região como o milho, a batata, o tomate, o trigo e as carnes de porco, frango, vaca e cordeiro. O vinho chileno também é muito popular, destacando-se principalmente os de Cabernet Sauvignon, Carménère e Merlot entre os vinhos tintos e os Chardonnay e Sauvignon blanc entre os vinhos brancos. Outras bebidas tradicionais são a chicha e o pisco chileno.
Os pratos mais tradicionais da culinária chilena são ajiaco, anticucho, calapurca, asado, cancato, carbonada, cazuela, chapalele, charquicán, curanto, empanada, humita, milcao, paila marina, pantruca, pastel de choclo, pastel de papa, porotos granados, curantos, tomaticán, sopaipillas, entre outros. Crudos é um exemplo da mistura de contribuições culinárias de várias influências étnicas no Chile. O lama picada crua, uso pesado de marisco e arroz pão foram retirados de culinária nativa Quechua Andina, (embora agora carne trouxe ao Chile pelos europeus também é usado no lugar da carne de lhama), limão e cebola foram trazidos pelos colonizadores espanhóis, e o uso de maionese e iogurte foi introduzido por imigrantes alemães, como a cerveja. Algumas sobremesas tradicionais são os alfajores, a manjar e mote con huesillos.
A renomada revista National Geographic elencou o Mercado Central de Santiago como o quinto melhor do mundo, pontuando ser este um local reconhecido por preservar o patrimônio culinário chileno. Na lista de "Os 50 Melhores Restaurantes do Mundo em 2016", publicada pela revista britância Restaurant — especializada na área — quatro restaurantes chilenos figuraram entre os cinquenta melhores da América Latina, sendo que um deles foi escolhido entre os cinquenta melhores do mundo.

### Esportes

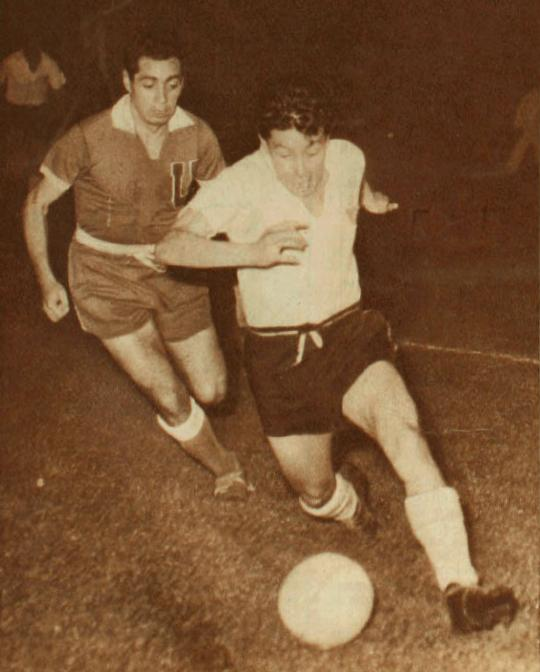
O "superclássico do futebol chileno" é o nome pelo qual são conhecidas as partidas entre Colo Colo e Universidad de Chile. Na imagem, uma de suas versões, disputada em 1959

No final do século XIX, os imigrantes britânicos trouxeram o futebol para o país, que rapidamente se popularizou e se tornou o esporte mais popular, especialmente após sua profissionalização e a criação da Primeira Divisão em 1933. O Chile se classificou para a Copa do Mundo FIFA em nove ocasiões, o que inclui a edição de 1962, sediada no país, onde a seleção nacional de futebol terminou em terceiro lugar. Outros resultados alcançados pela seleção nacional de futebol incluem seis finais e dois títulos na Copa América, uma final na Copa das Confederações, uma medalha de prata e duas de bronze nos Jogos Pan-Americanos, uma medalha de bronze nos Jogos Olímpicos de Verão de 2000 e dois terceiro lugares nos torneios FIFA Sub-17 e Sub-20. Clubes de futebol do país ganharam seis troféus internacionais: O Colo-Colo conquistou a Copa Libertadores e a Copa Interamericana em 1991, e a Recopa Sul-Americana em 1992; a Universidad Católica, conquistou a Copa Interamericana de 1993; o Universidad de Chile venceu a Copa Sul-Americana em 2011; enquanto na categoria feminina, o Colo-Colo conquistou a Copa Libertadores de 2012.
O tênis é o esporte mais bem sucedido do país. Em 1937, Anita Lizana venceu o US Open de tênis e em 1956 Luis Ayala triunfou em duplas mistas no Torneio de Roland Garros. Em 1976, o Chile se tornou o primeiro país da América do Sul e o segundo da América Latina a disputar a final da Copa Davis. Em 1998, Marcelo Ríos foi o primeiro ibero-americano a alcançar o 1º lugar no ranking da ATP. A seleção masculina do país venceu a Copa Davis Juvenil em 2001, a Copa do Mundo por equipes em 2003 e 2004 e a Copa Mundial de Tênis Juvenil em 2010.
O Chile tem uma história olímpica de 125 anos. Luis Subercaseaux participou dos Jogos Olímpicos de Atenas em 1896, tornando-se o único ibero-americano a participar das primeiras Olimpíadas da Era Moderna. As equipes chilenas ganharam o Campeonato Mundial de Polo em 2008, 2015, a Copa das Nações em 2016, além do Campeonato Mundial de Hóquei em Patins feminino em 2006. No basquete, a seleção masculina chilena alcançou o terceiro lugar na Copa do Mundo de Basquete na primeira edição de 1950 e na terceira edição de 1959.
No hóquei em patins, as cidades de Santiago e Talcahuano foram as sedes do Campeonato Mundial Masculino em 1962 e 1980, respectivamente. Santiago também sediou o Campeonato Mundial de Hóquei em Patins Feminino de 2006. O Chile possui dezoito centros de esqui ao longo da cordilheira dos Andes, como Portillo, em cujas instalações foi realizado o Campeonato Mundial de Esqui Alpino de 1966, o único realizado no hemisfério sul.

### Feriados
| Data                 | Nome                                                | Observação                                                                                             |
| -------------------- | --------------------------------------------------- | --- |
| 1º de janeiro        | Confraternização Mundial                            | Início do calendário anual                                                                             |
| Março-Abril          | Sexta-Feira Santa                                   | Feriado móvel                                                                                          |
| Março-Abril          | Sábado de Aleluia                                   | Feriado móvel                                                                                          |
| 1º de maio           | Dia do Trabalhador                                  | Homenagem a todos os trabalhadores                                                                     |
| 21 de maio           | Dia das Glórias Navais                              | Comemoração à duas batalhas navais ocorridas em 21 de maio de 1879, durante a Batalha Naval de Iquique |
| Solstício de inverno | Dia Nacional dos Povos Indígenas no Chile           | Comemora os povos indígenas do Chile                                                                   |
| 29 de junho          | Festa de São Pedro e São Paulo                      | Comemoração do martírio dos apóstolos Simão Pedro e Paulo de Tarso                                     |
| 16 de julho          | Virgem Carmem                                       | Tradição católica trazida da Espanha para a América                                                    |
| 15 de agosto         | Assunção de Maria                                   | Religioso                                                                                              |
| 18 de setembro       | Primeiro Conselho de Governo Nacional               | Obrigatório e inalienável                                                                              |
| 19 de setembro       | Dia das Glórias do Exército Chileno                 | Obrigatório e inalienável                                                                              |
| 12 de outubro        | Dia de Colombo                                      | Celebra a chegada de Cristóvão Colombo à América em 12 de outubro de 1492                              |
| 31 de outubro        | Dia Nacional das Igrejas Evangélicas e Protestantes | Instituído pela Lei 20299,                                                                             |
| 1 de novembro        | Dia de Todos os Santos                              | Religioso                                                                                              |
| 8 de dezembro        | Imaculada Conceição                                 | Religioso                                                                                              |
| 25 de dezembro       | Natal                                               | Obrigatório e inalienável                                                                              |